# 아우디 A4
아우디 A4(Audi A4)는 아우디에서 생산하는 중형 승용차이다.

## 1세대(B5)

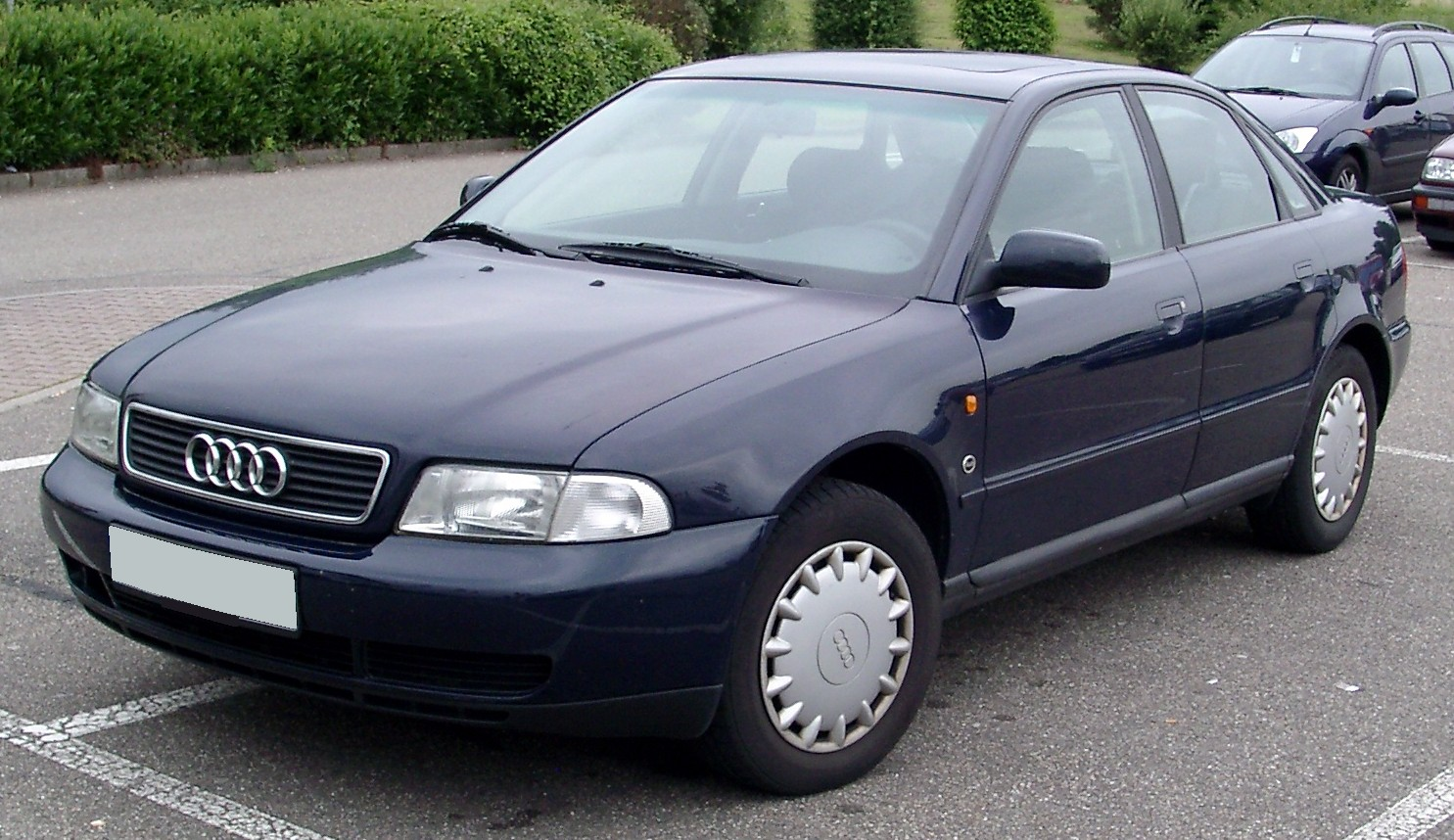
아우디 A4(전기형) 정측면

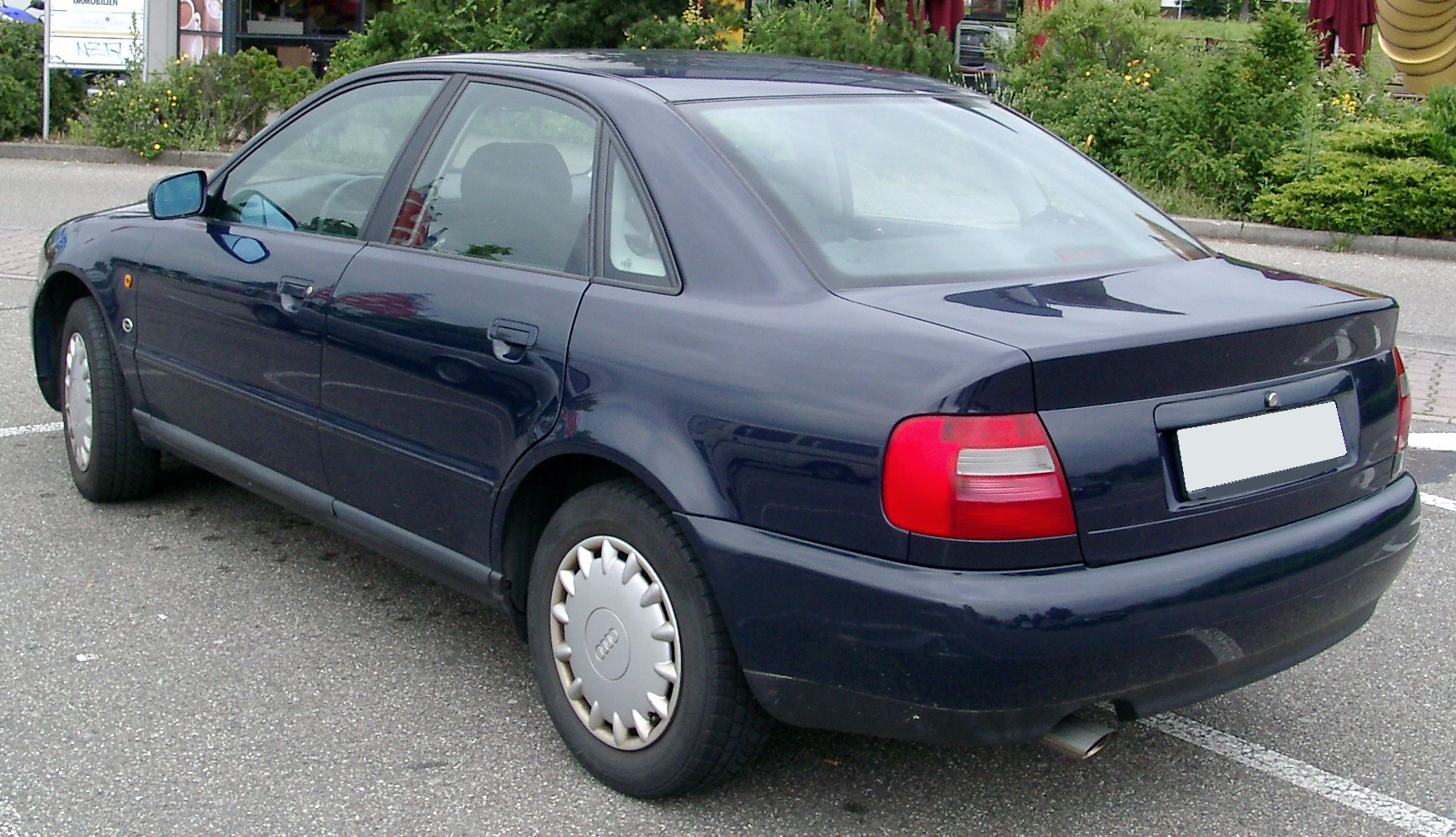
아우디 A4(전기형) 후측면

1994년에 출시된 A4는 80의 후속 차종으로 개발되었으며, 당시 아우디의 새로운 작명법에 의해 차명이 A4로 되었다. 세로로 설치된 엔진을 탑재한 전륜구동 방식이라는 점이 특징이지만, 실제 많이 판매된 건 4륜구동(콰트로)이다. 스테이션 왜건은 1996년에 출시되었다. 아우디는 경주용 차에 사용되었던 부품을 일반 승용차에 적용해 실린더당 5개의 밸브를 장착한 새로운 1.8 엔진을 만들었고, 이 엔진을 장착한 최초의 차종이 A4이다. 1997년에 페이스 리프트를 거쳤다. 1997년에 카북에 의해 27개의 베스트 모델 중 하나로 선정되었다. 센과 치히로의 행방불명에서 치히로의 가족이 탔던 차종이기도 하다.

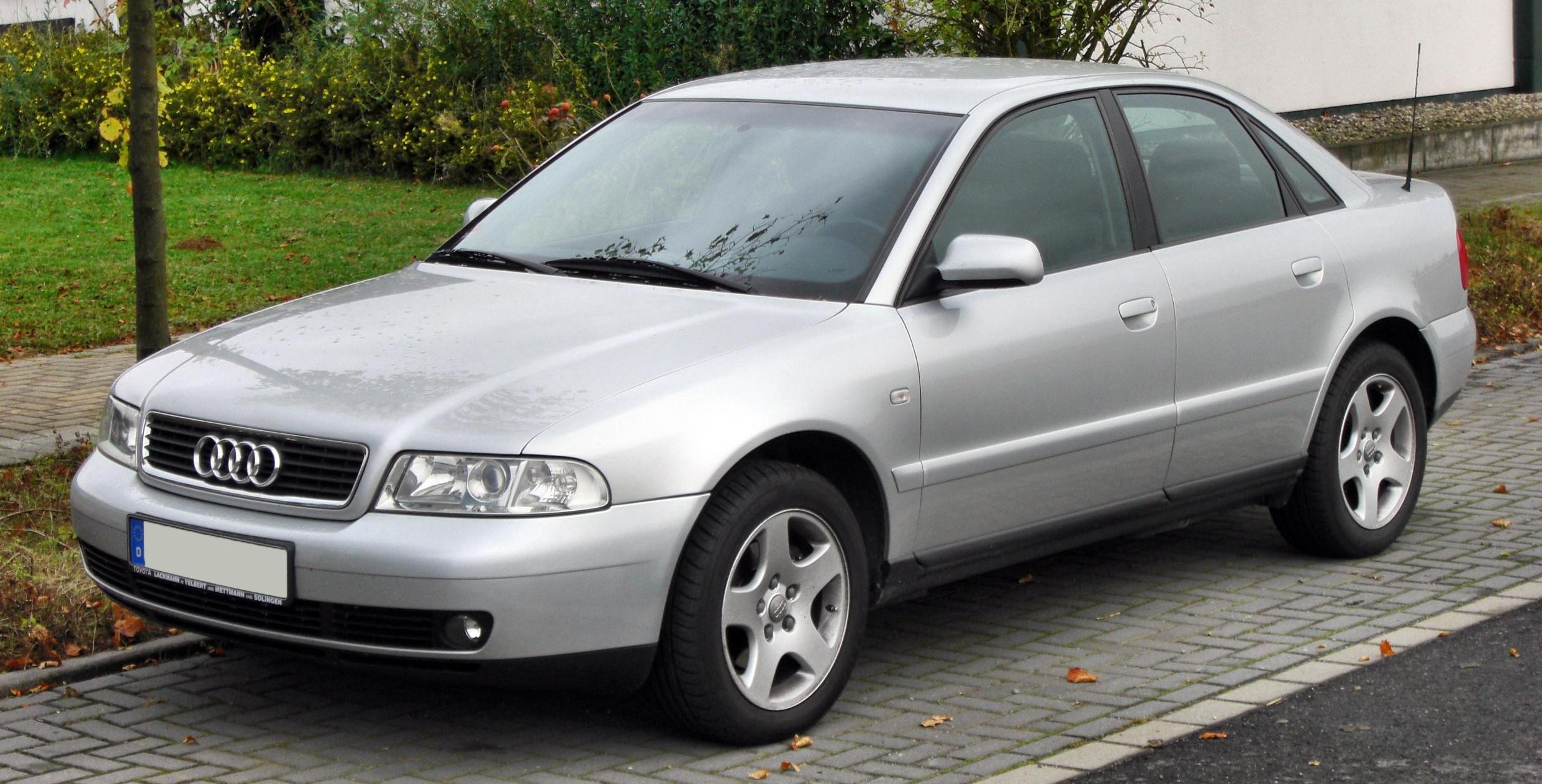
아우디 A4(후기형) 정측면
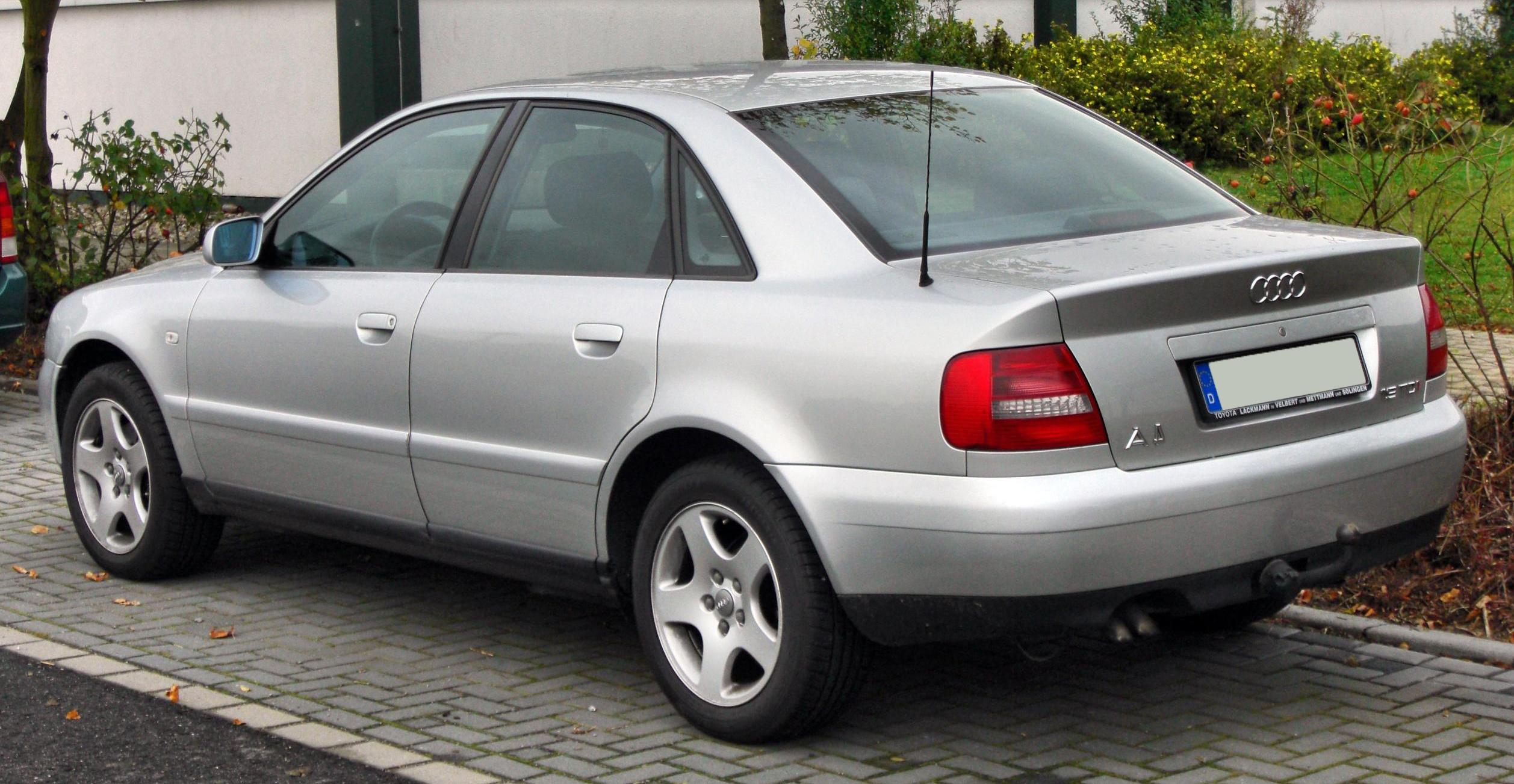
아우디 A4(후기형) 후측면
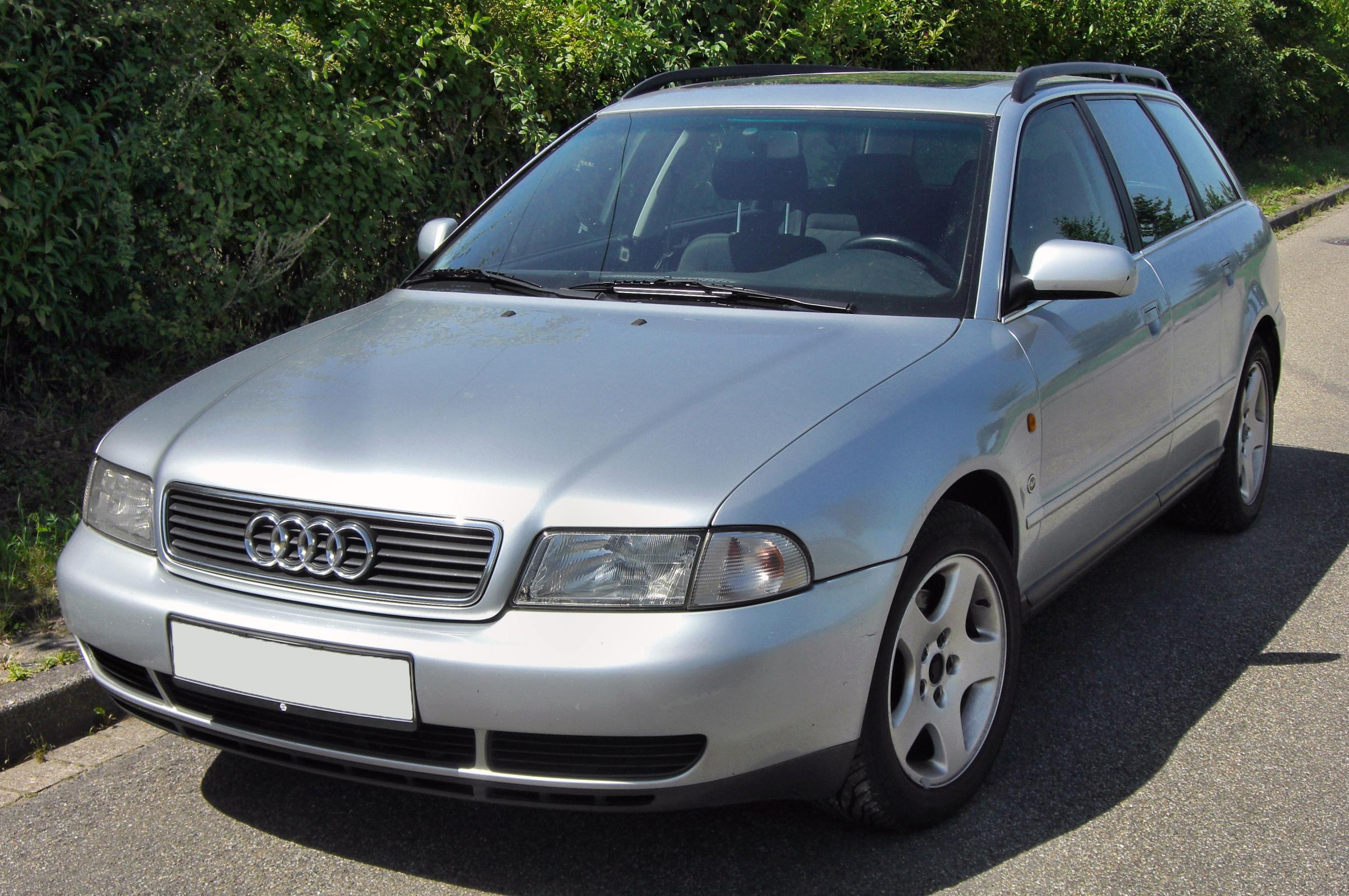
아우디 A4 아반트(전기형) 정측면
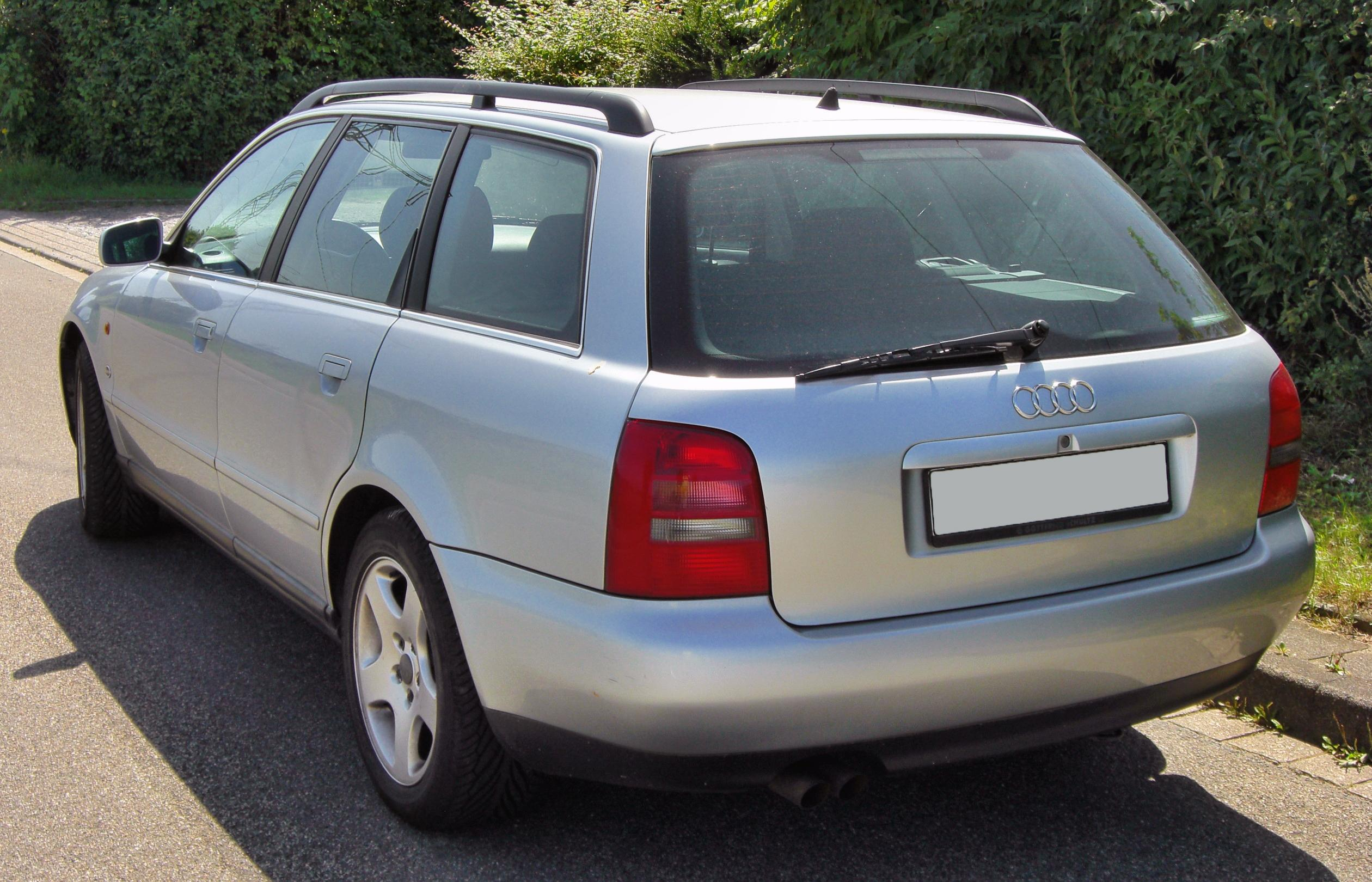
아우디 A4 아반트(전기형) 후측면
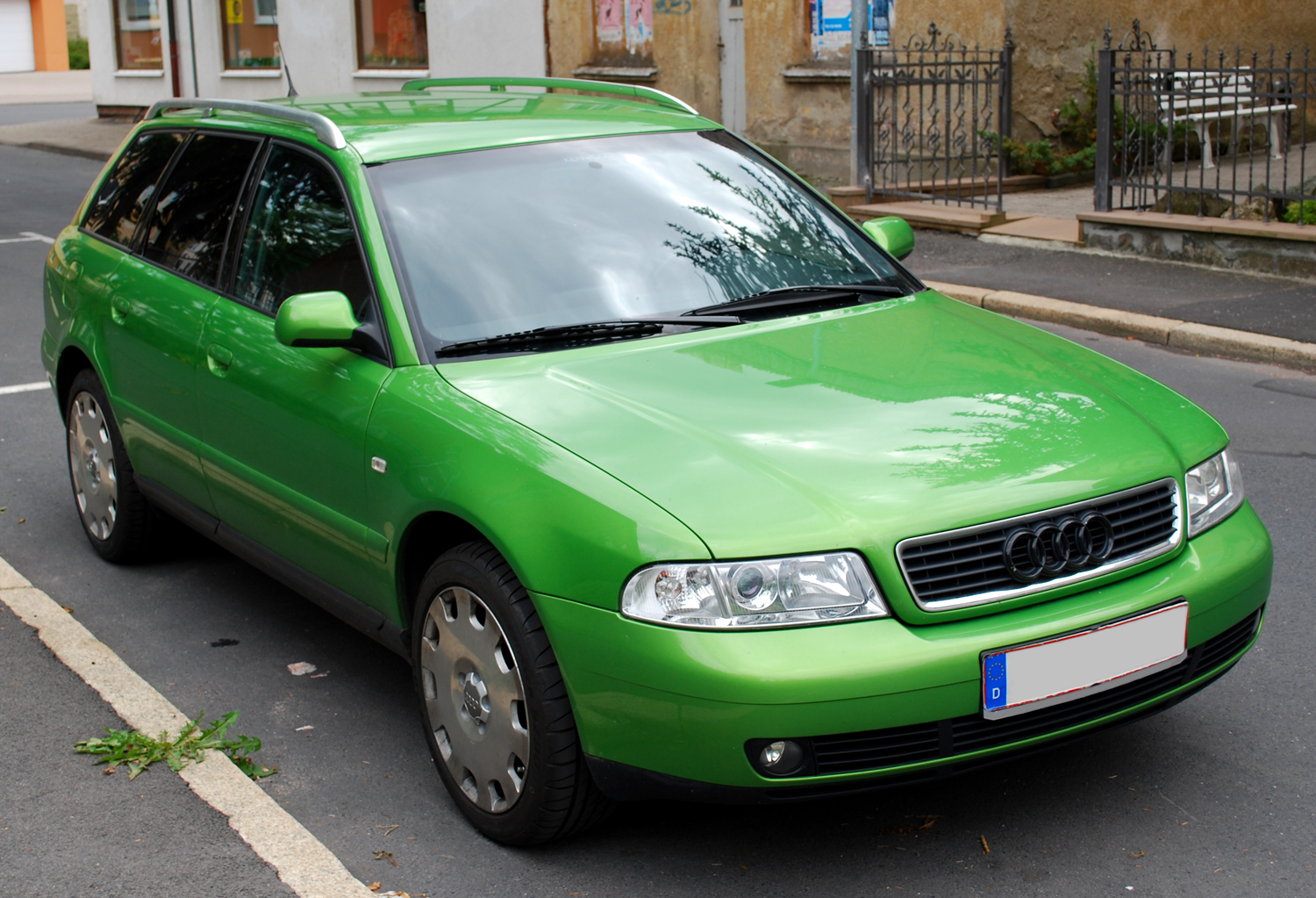
아우디 A4 아반트(후기형) 정측면
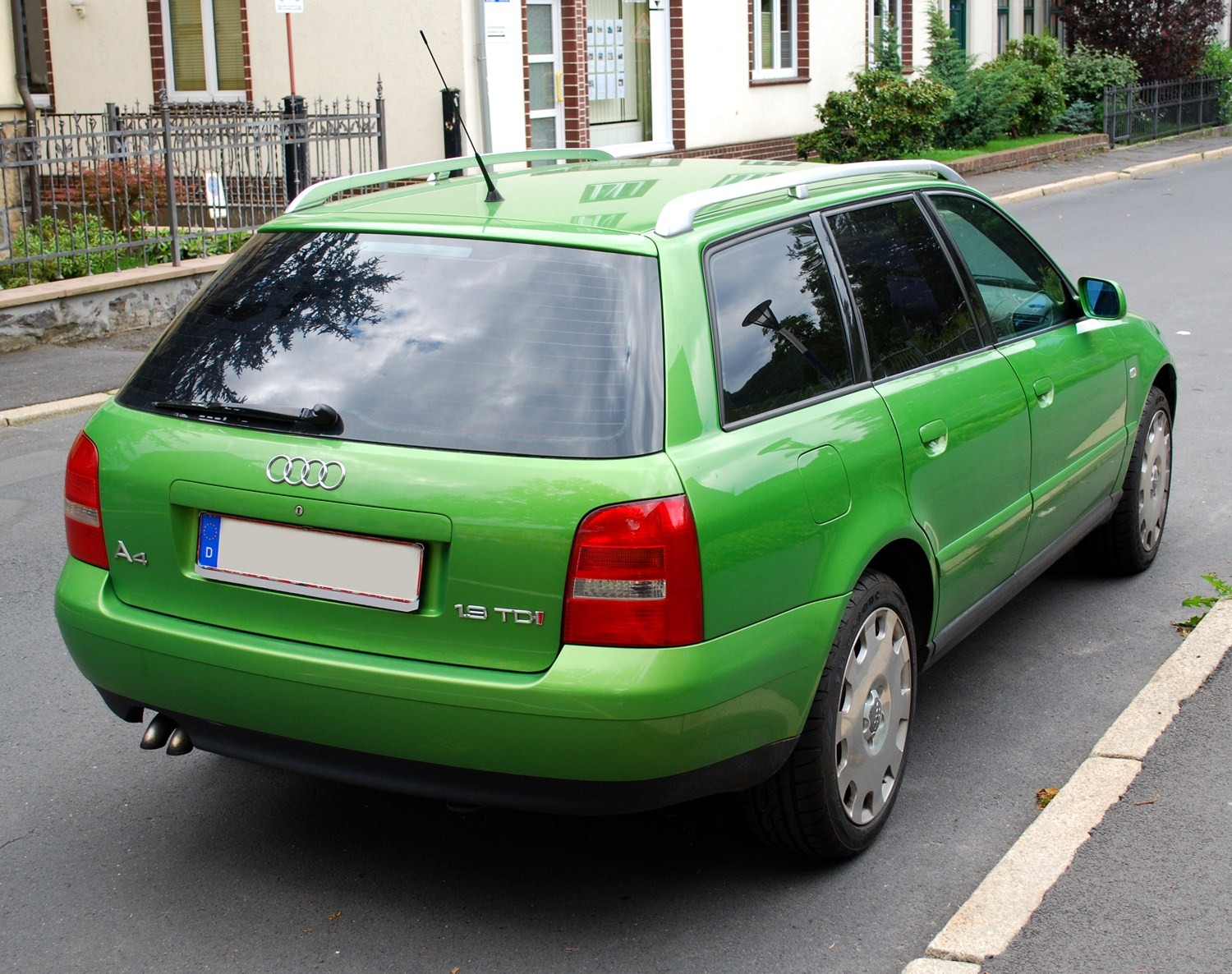
아우디 A4 아반트(후기형) 후측면

## 2세대(B6)

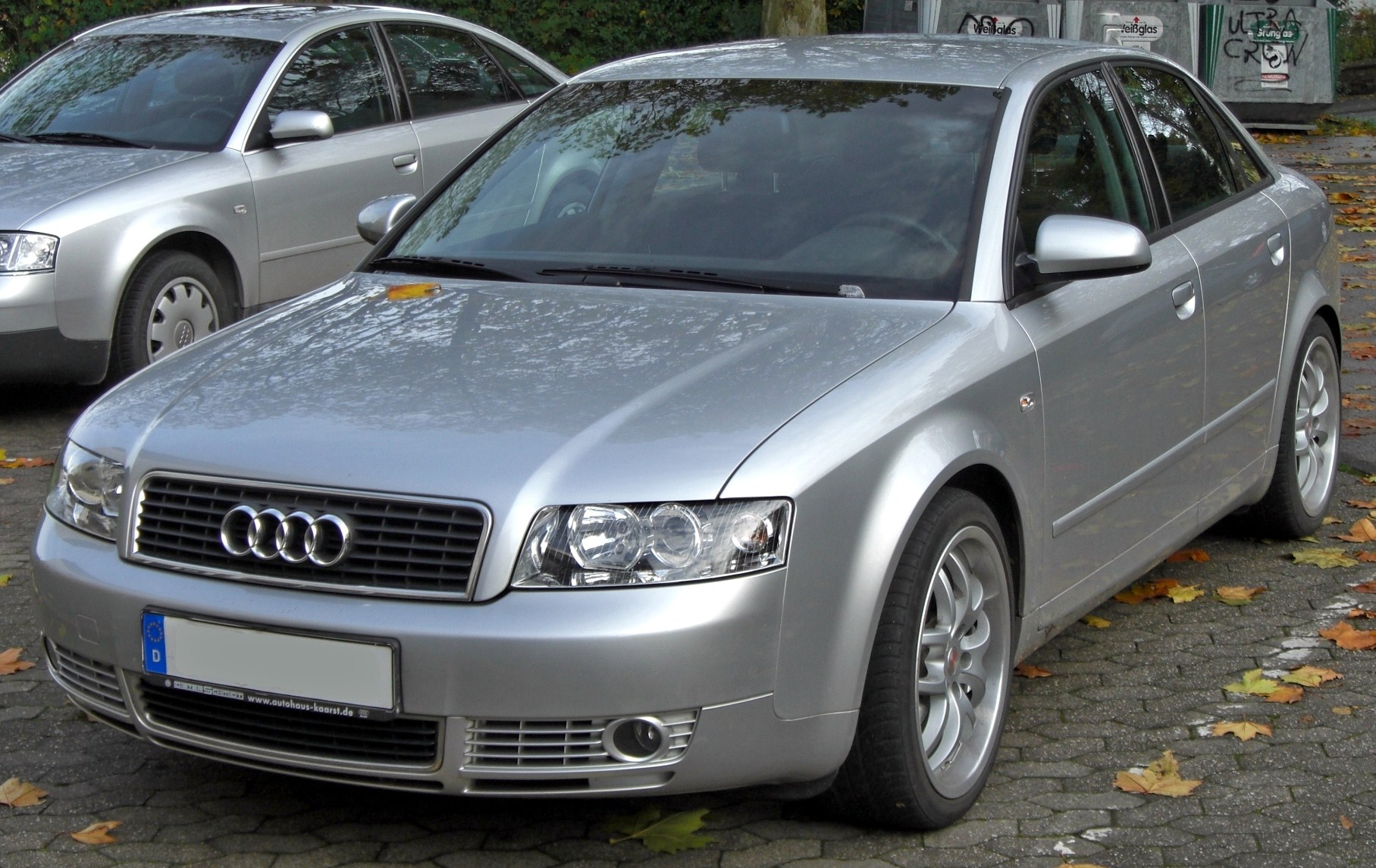
아우디 A4 정측면

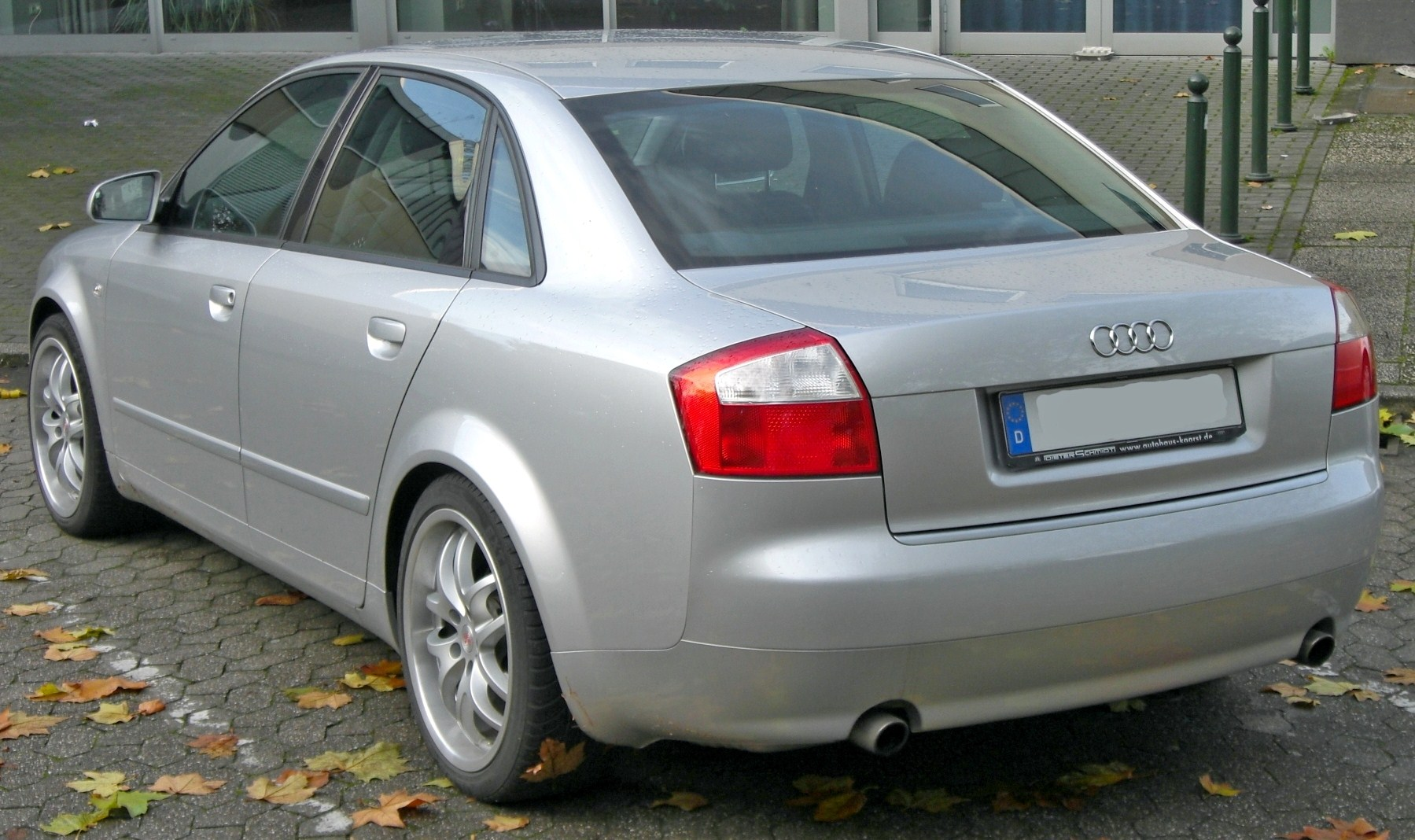
아우디 A4 후측면

2000년에 풀 모델 체인지를 거쳐 당시 판매되고 있던 A6(C5)와 궤를 같이하는 디자인으로 완성되었다. 스테이션 왜건은 2001년에 출시되었으며, 2002년에는 1세대 A4에 없었던 카브리올레도 출시되었다. 세로로 배치된 엔진에 전륜구동 또는 4륜구동(콰트로)인 독특한 메커니즘을 계승했다. 카브리올레는 4륜구동(콰트로) 없이 전륜구동만 적용되었으며, 2004년에 단종된 세단과 스테이션 왜건과는 달리 2006년에 단종되었다. 2000년부터 아우디의 CVT인 멀티트로닉 미션이 추가되었다. 콰트로에는 장착되지 않고, 세로 배치 전륜구동 방식을 위해 조합된다. 덧붙여 이러한 전륜 종치(세로 배치 엔진+전륜구동) 방식은 대우 아카디아와 혼다 레전드에서도 사용되었으며, 현재 이러한 엔진 및 변속기 조합을 쓰는 곳은 아우디뿐이다.

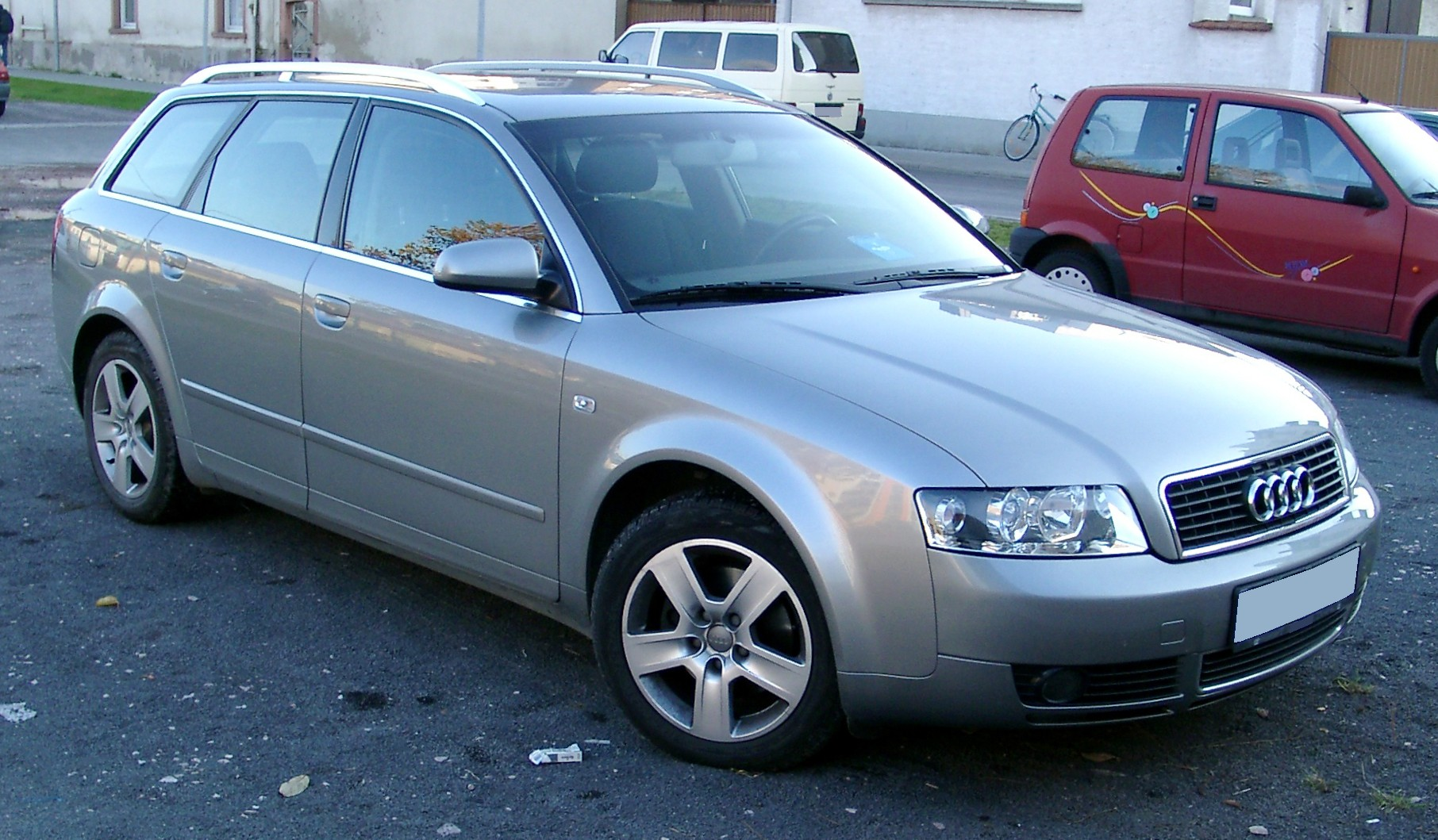
아우디 A4 아반트 정측면
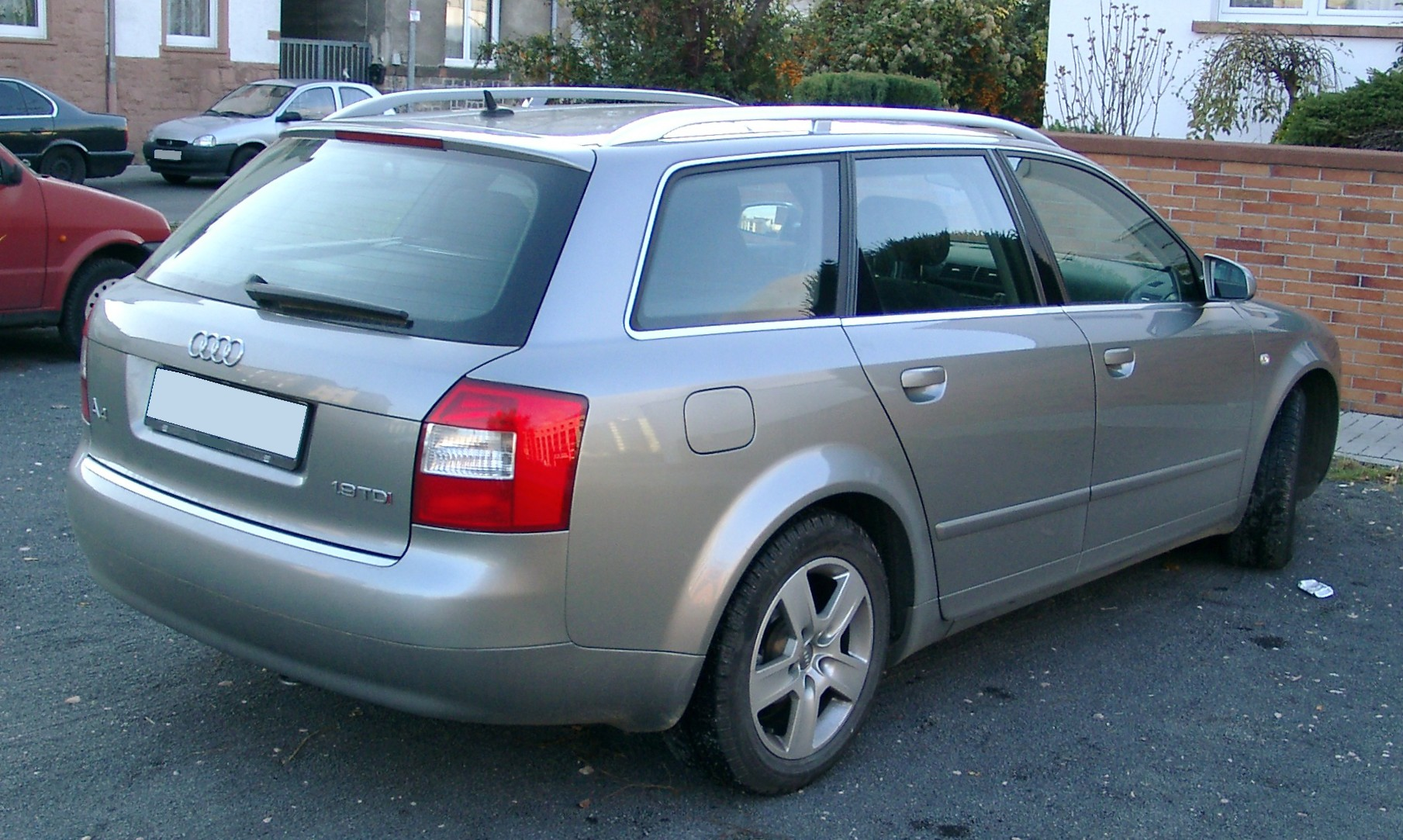
아우디 A4 아반트 후측면
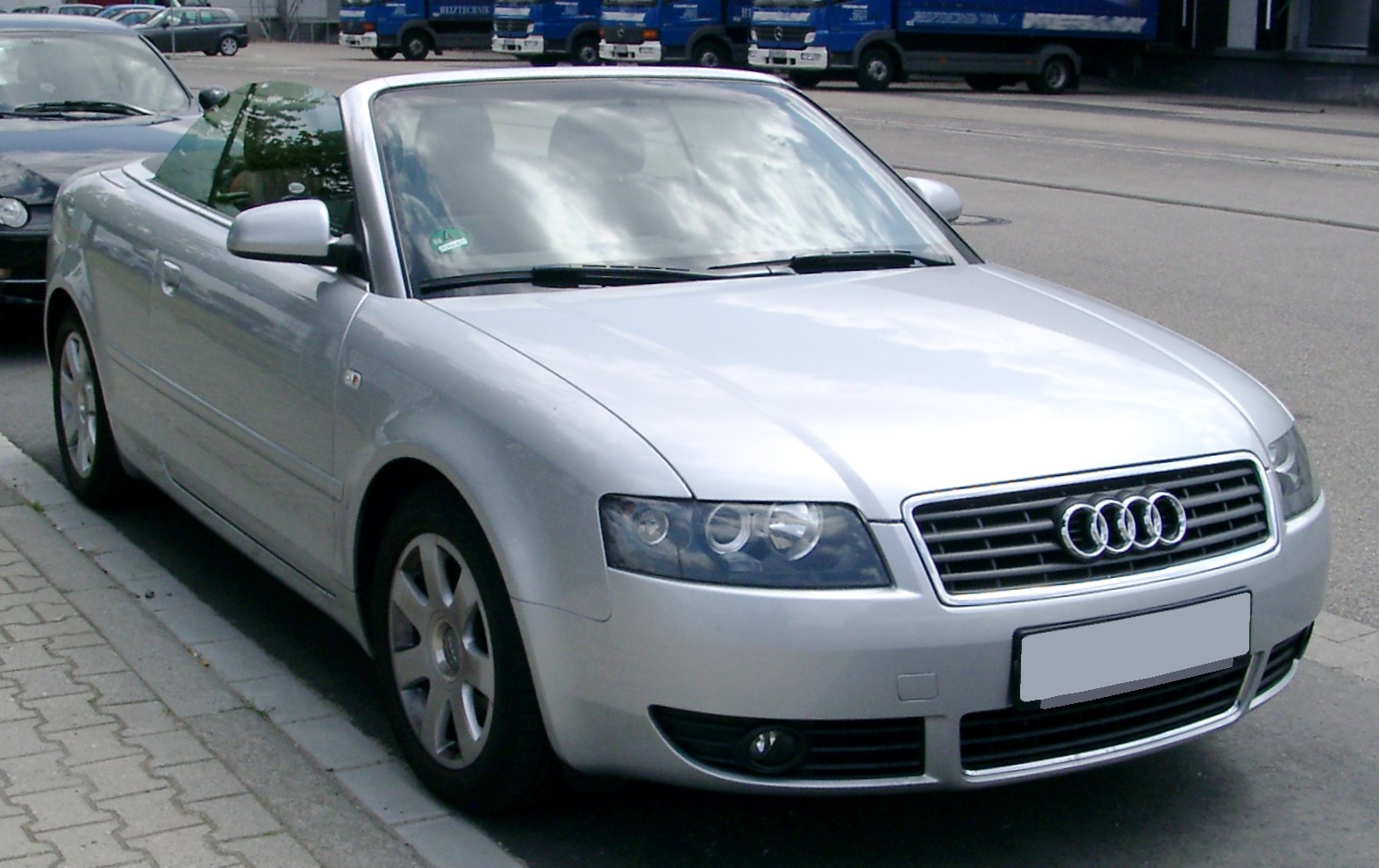
아우디 A4 카브리올레 정측면
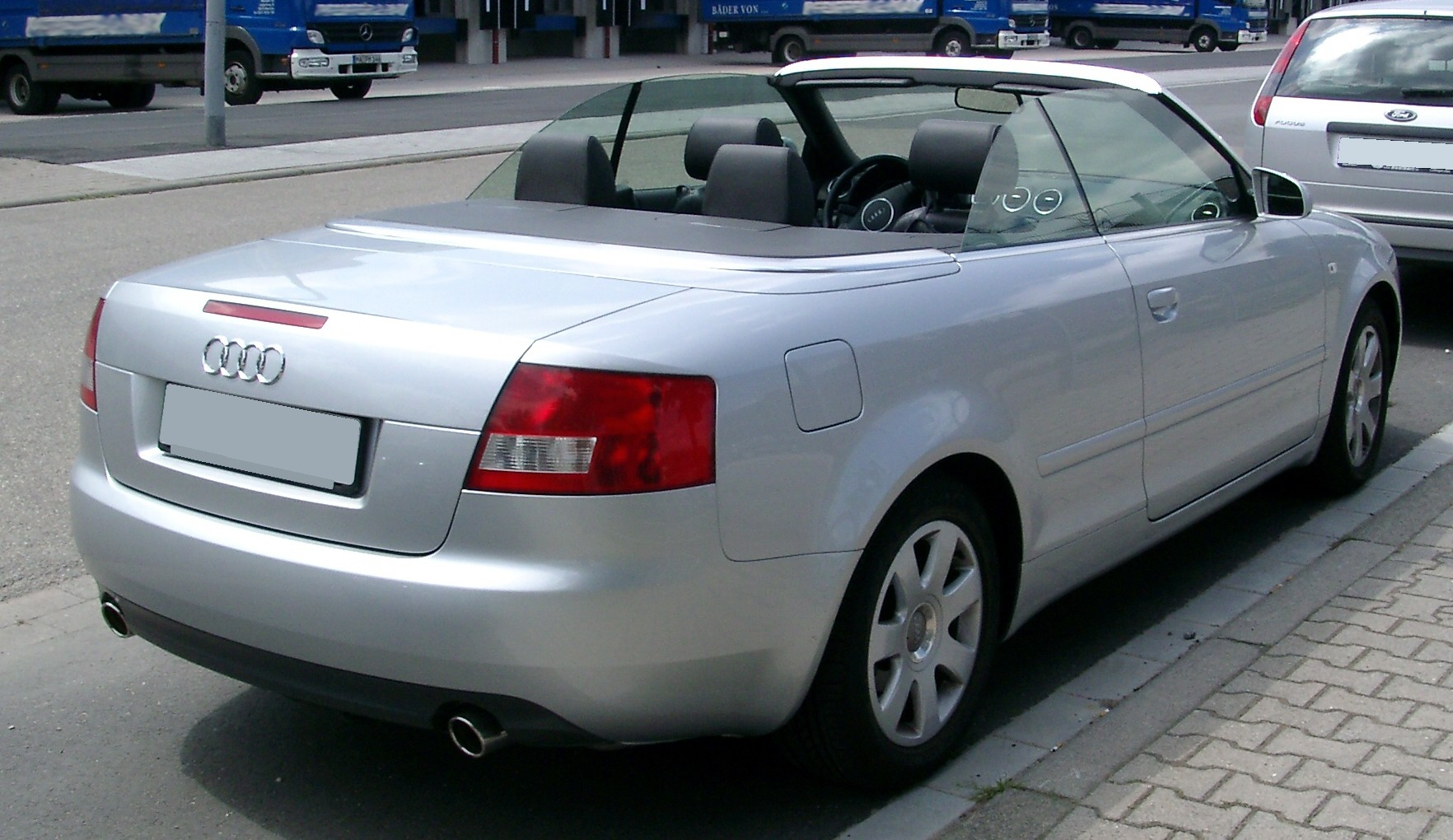
아우디 A4 카브리올레 후측면

## 3세대(B7)

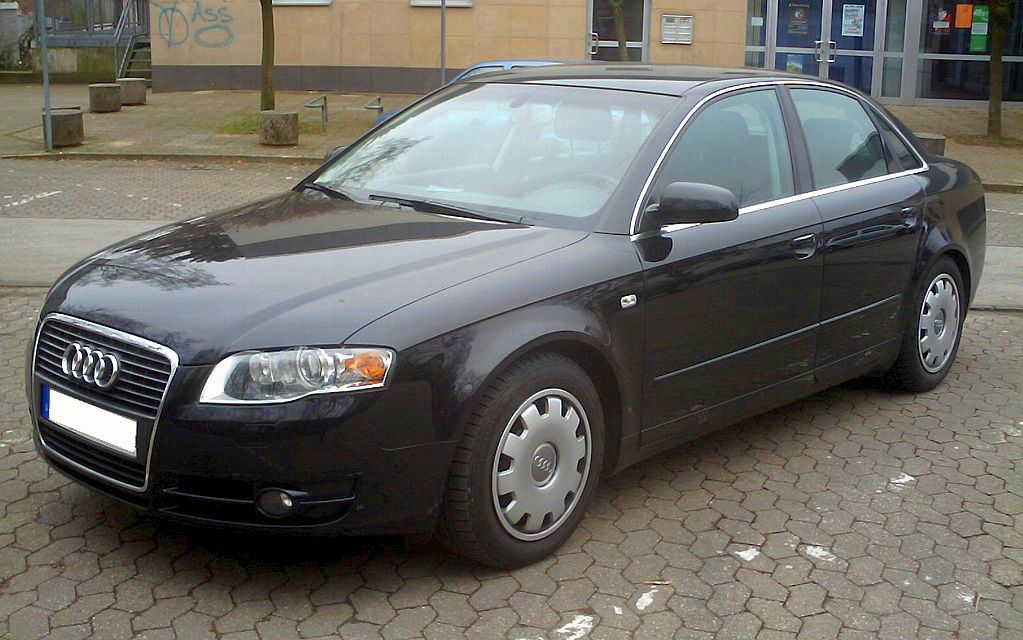
아우디 A4 정측면

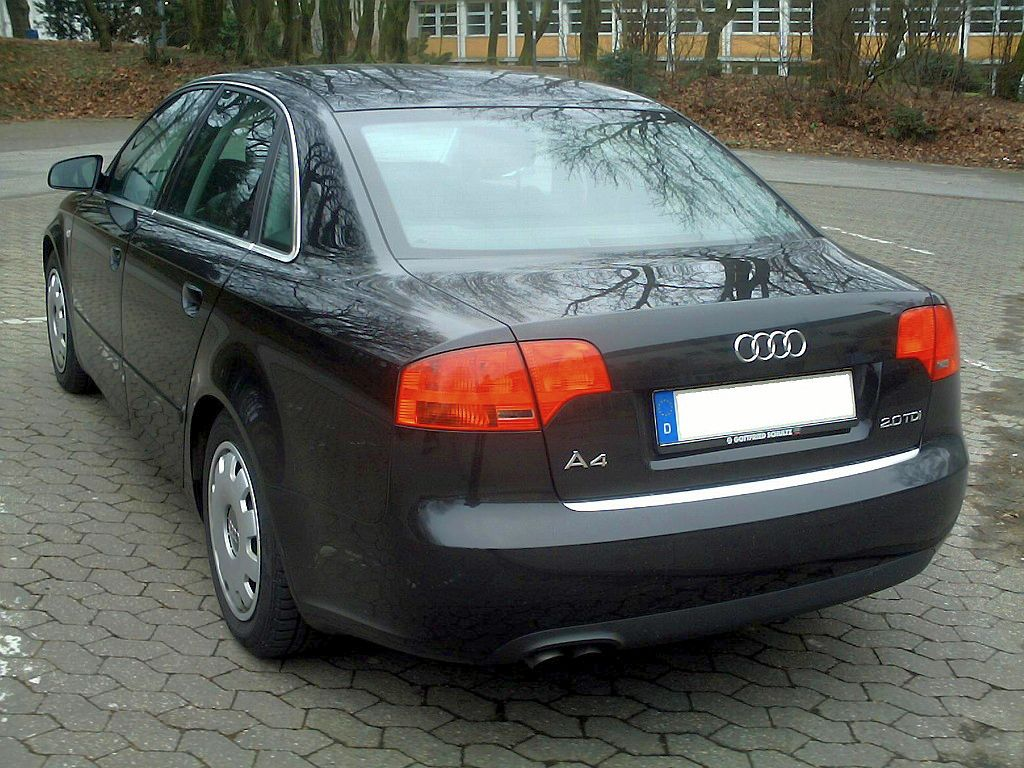
아우디 A4 후측면

실질적으로는 2세대 A4의 마이너 체인지에 지나지 않으나, 서스펜션은 A6(C6)의 것을 적용하고 차체는 루프를 제외하고 새롭게 변경되는 등 큰 폭으로 개선되었다. 아우디의 패밀리 룩이 반영된 싱글 프레임이라고 불리는 대형 라디에이터 그릴이 적용되었다. 200마력 2.0ℓ 가솔린 직분사 터보 엔진과 255마력 V6 3.2ℓ 가솔린 직분사 엔진 등이 새롭게 추가되었다. 세단과 스테이션 왜건은 2004년에 출시되어 각각 2007년과 2008년에 단종되었고, 카브리올레는 2006년에 출시되어 2009년에 단종된 후 A5로 분리됐다. 4륜구동(콰트로)에는 팁트로닉 자동변속기가 장착됐고, 전륜구동에는 세로 배치 전륜구동이라는 아우디의 특징 때문에 CVT의 일종인 멀티트로닉 변속기가 적용됐다.

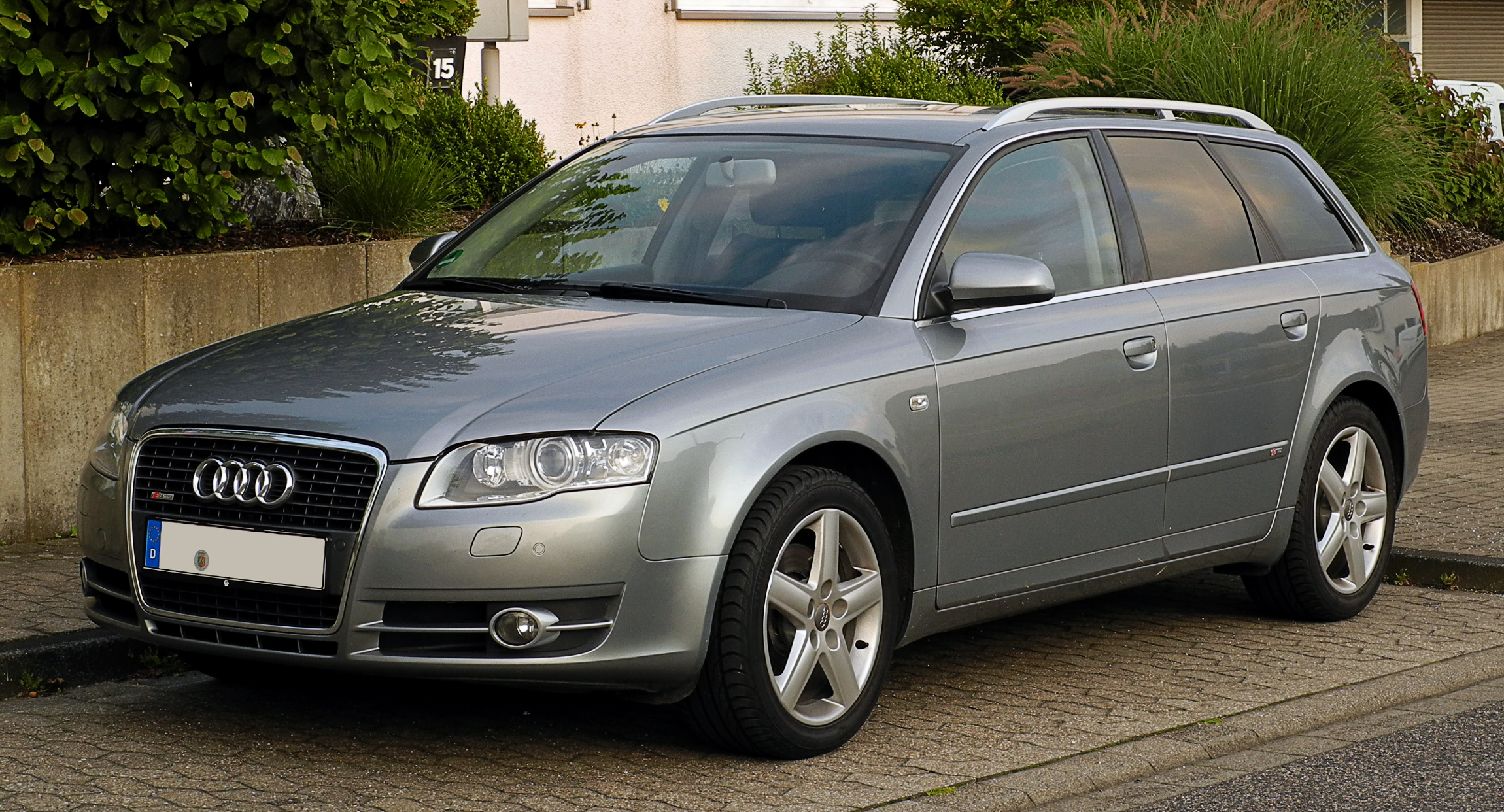
아우디 A4 아반트 정측면
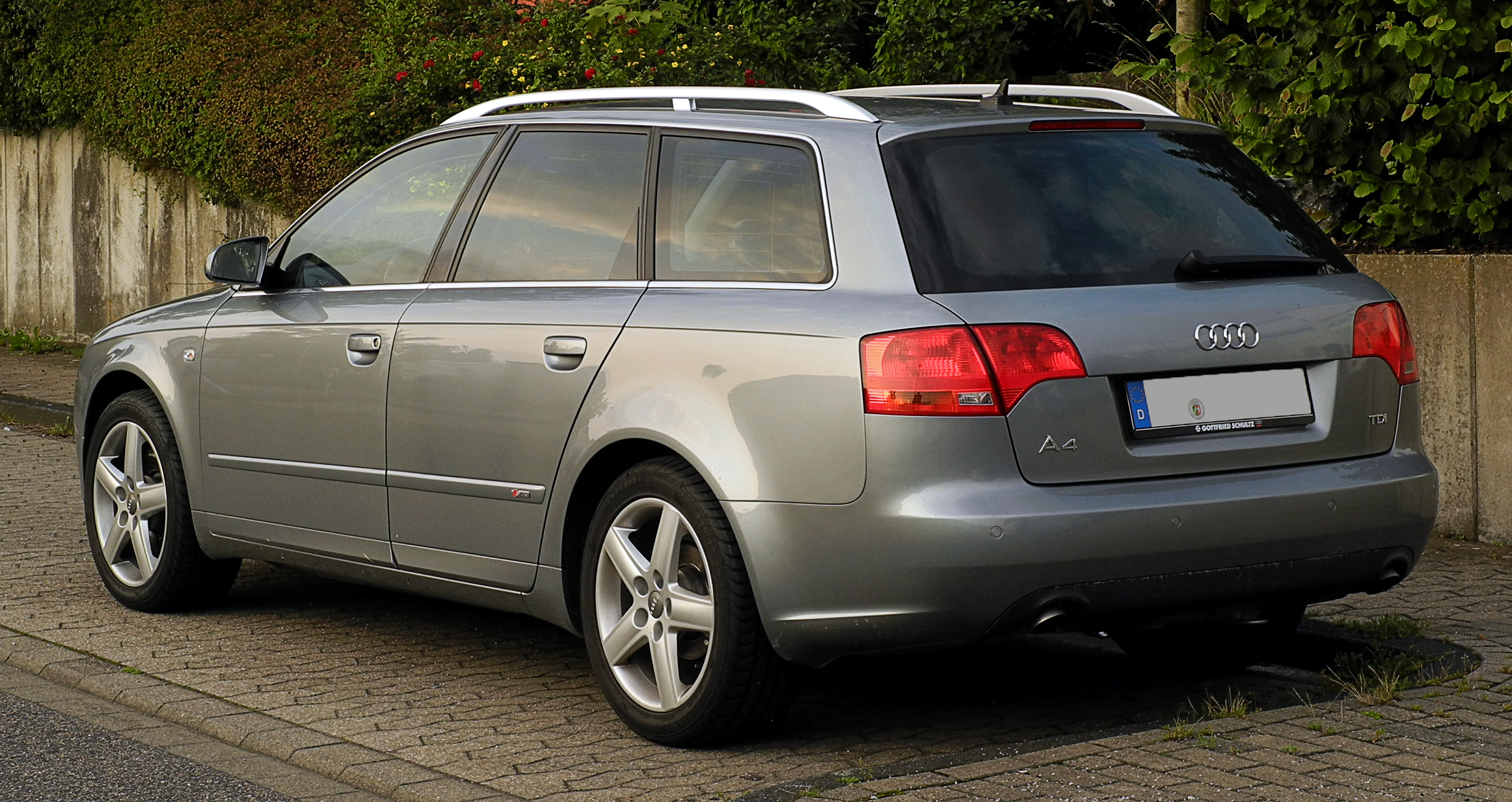
아우디 A4 아반트 후측면
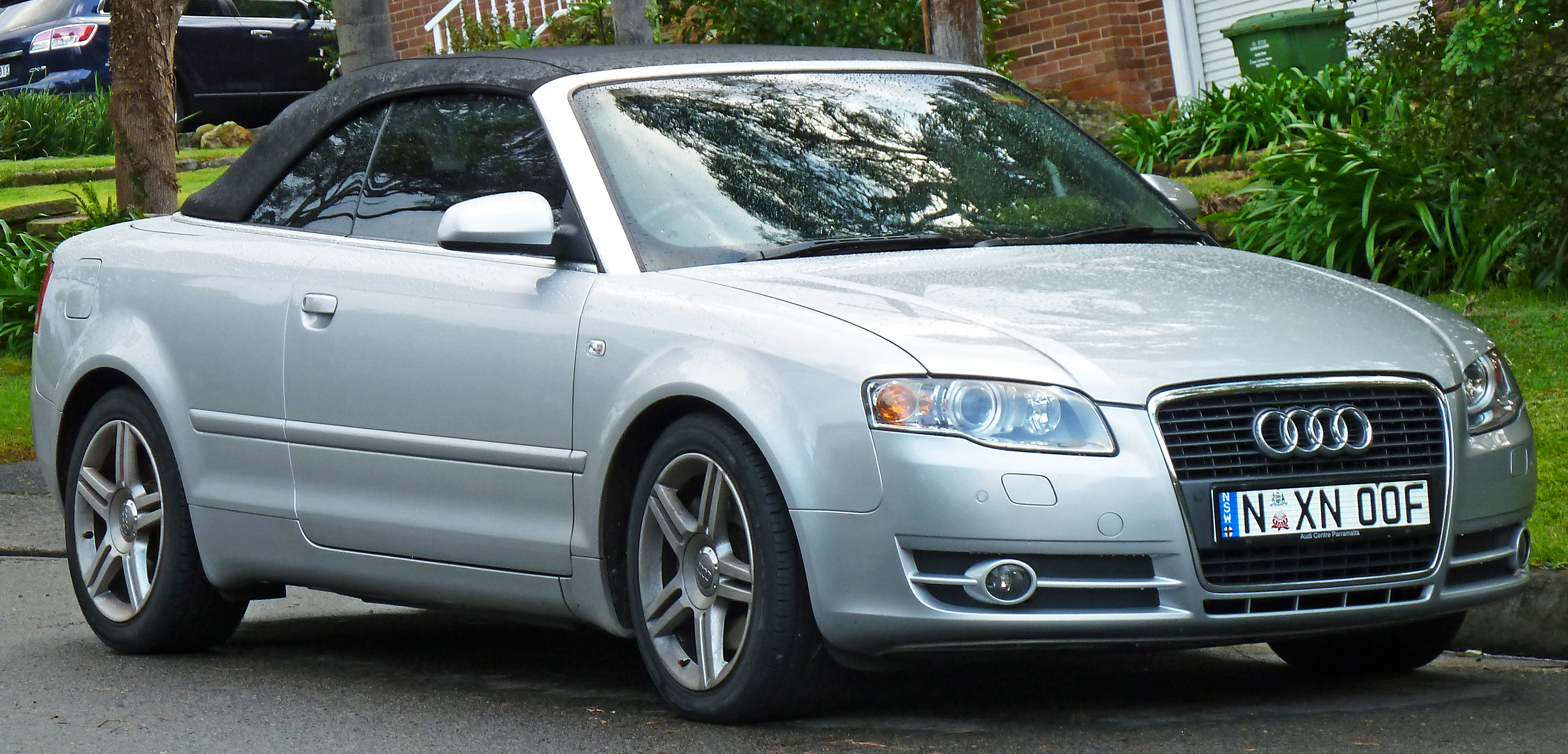
아우디 A4 카브리올레 정측면
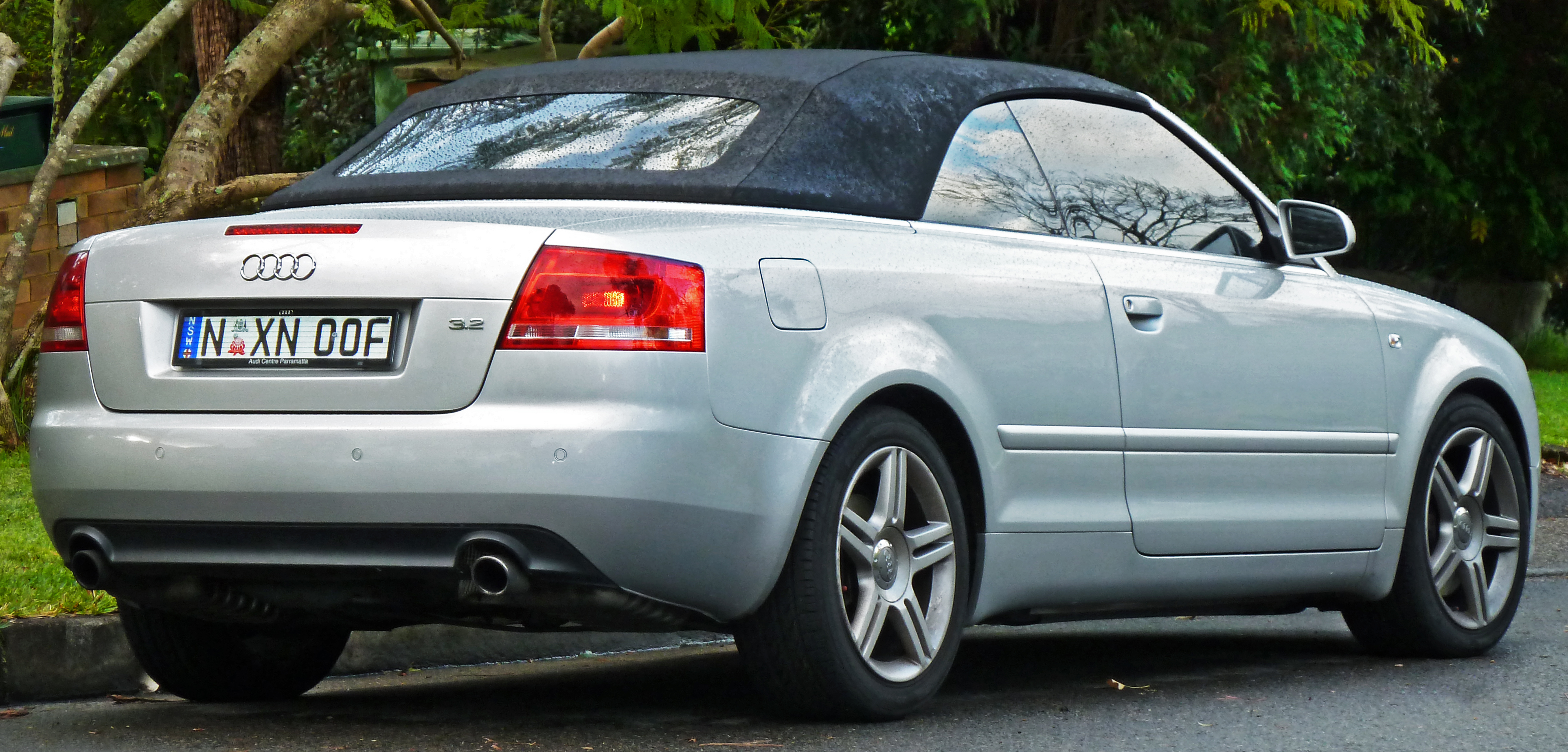
아우디 A4 카브리올레 후측면

## 4세대(B8)

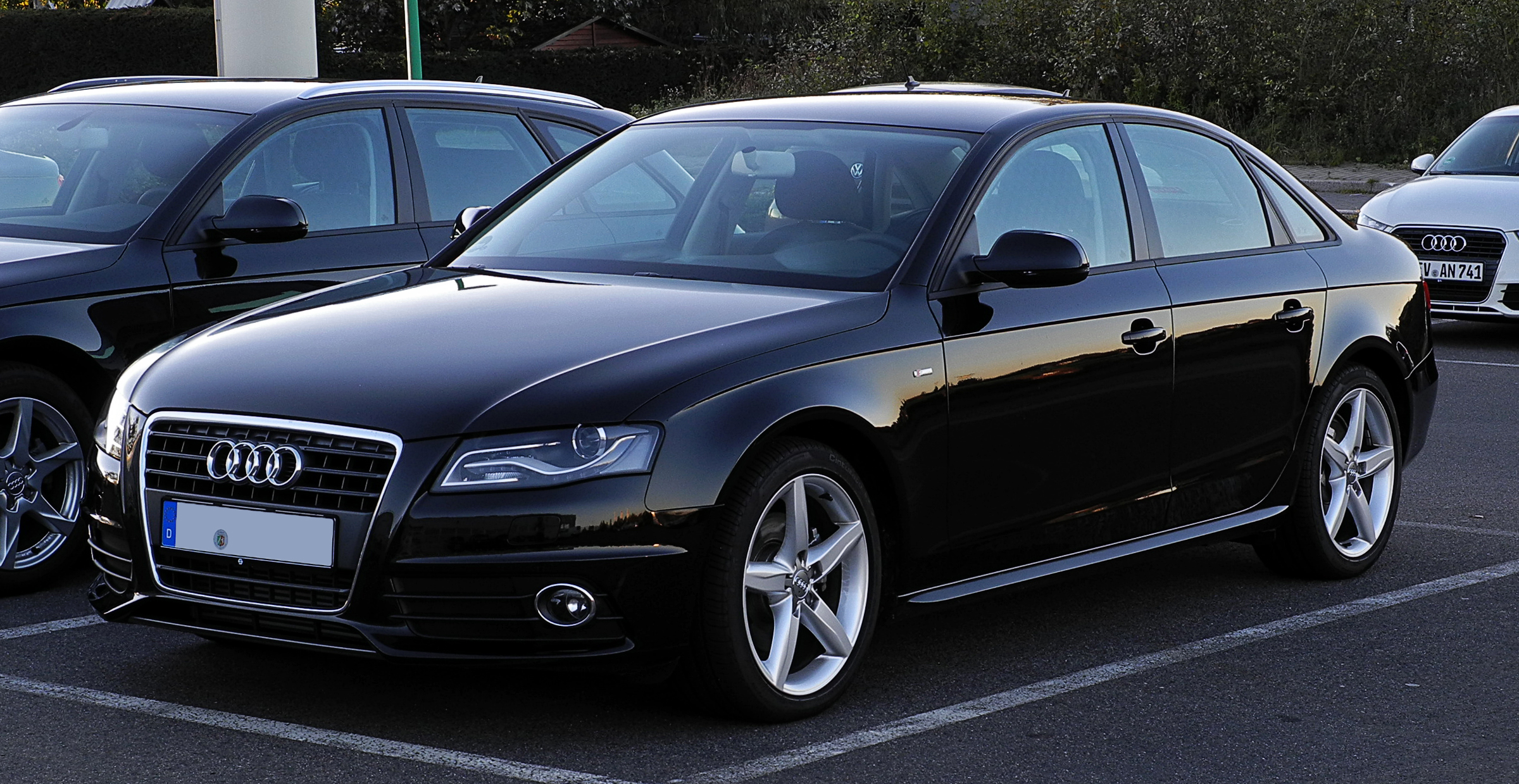
아우디 A4(전기형) 정측면

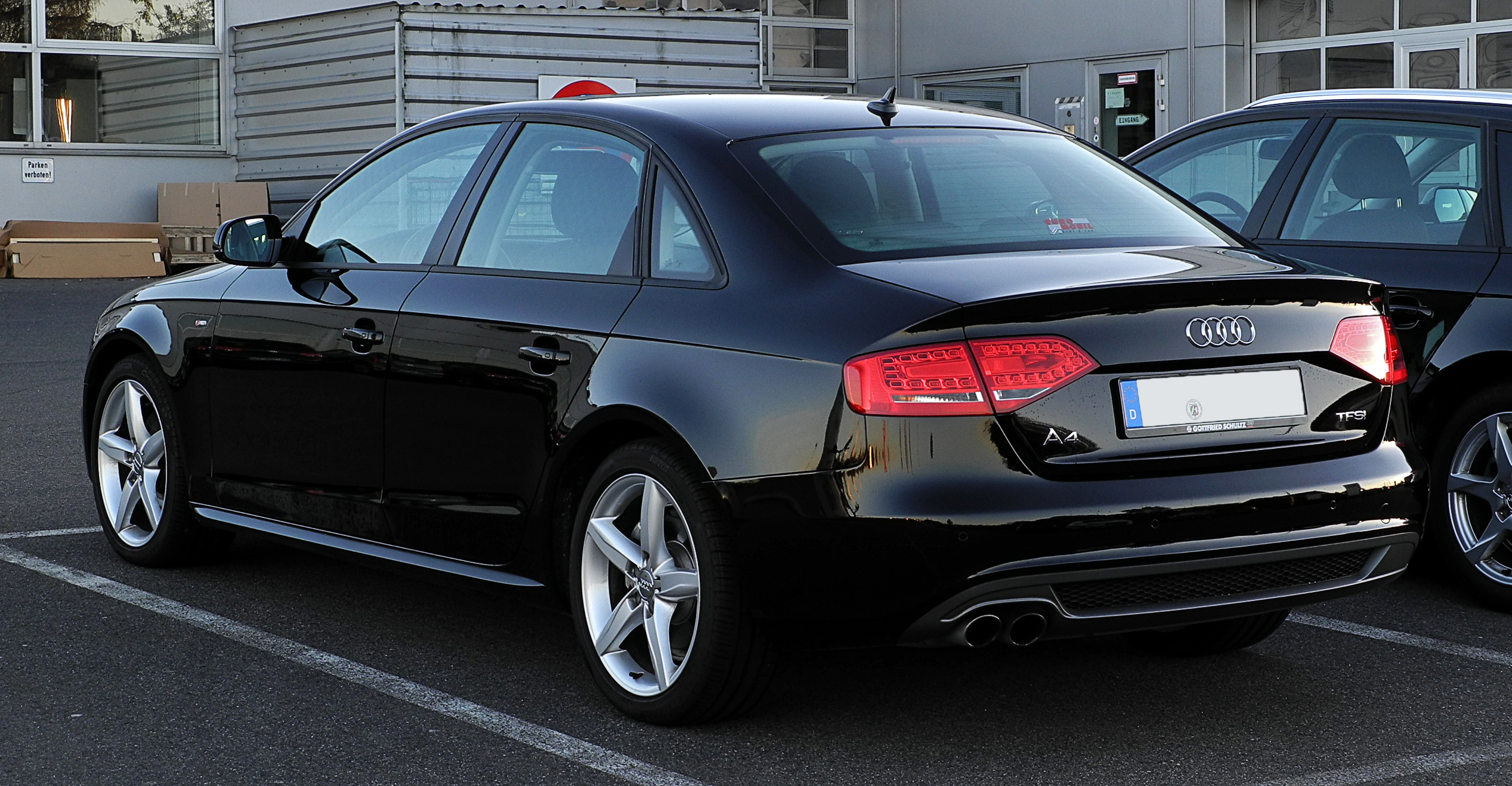
아우디 A4(전기형) 후측면

2007년에 개최된 프랑크푸르트 국제 모터쇼에서 공개되었고, 같은 해 출시되었다. 스테이션 왜건형은 2008년에 개최된 제네바 모터쇼에서 공개되었으며, 2009년에는 특정 도로에 제한 받지 않는 주파 능력을 겸비한 올로드 콰트로가 더해졌다. 카브리올레는 A5로 분리되었다. 2008년에 독일의 자동차 전문지 아우토 빌트에 의해 올해의 가장 아름다운 차로 선정되었다. 4륜구동(콰트로)의 앞 바퀴와 뒷 바퀴에 동력을 배분하는 비율이 50:50에서 40:60으로 바뀌었고, 축거가 160mm 증가되어 넓은 실내 공간과 개선된 주행 안정성에 기여했다. 알루미늄을 사용해 경량화를 실현했고, 유로 NCAP이 실시한 후방 추돌 테스트에서 Good 등급을 받았다. 2011년에는 페이스 리프트를 거쳐 후드가 둥근 아치형으로 바뀌었고, 싱글 프레임 라디에이터 그릴의 상단에 각이 추가되어 육각형으로 바뀌었다. 헤드 램프의 디자인도 살짝 바뀌었다. 페이스 리프트된 4세대부터 대한민국에 2.0ℓ TDI 디젤 엔진이 들어오기 시작했다. 아우디에서 멀티트로닉의 단종을 발표함에 따라 CVT가 달린 마지막 A4가 된다.

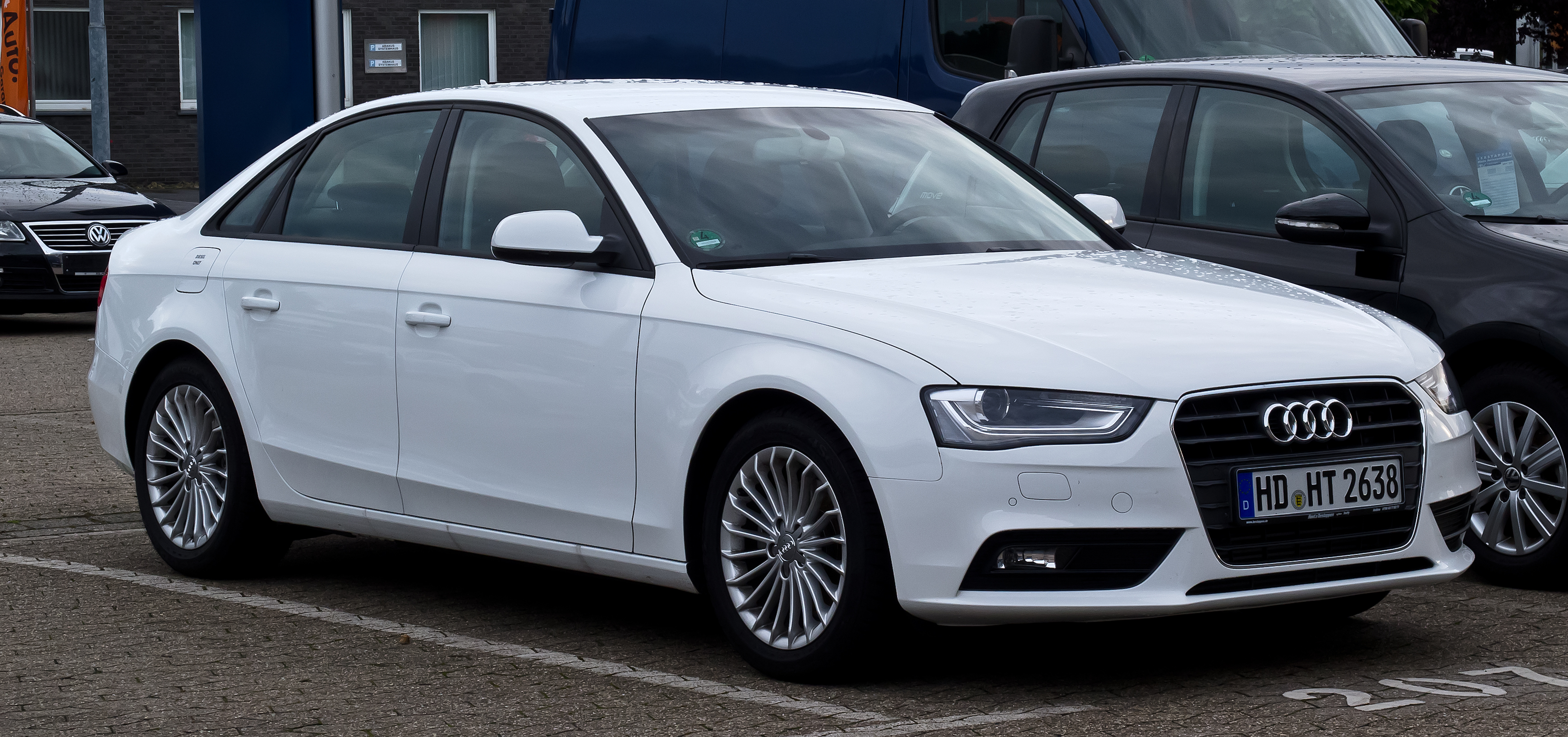
아우디 A4(후기형) 정측면
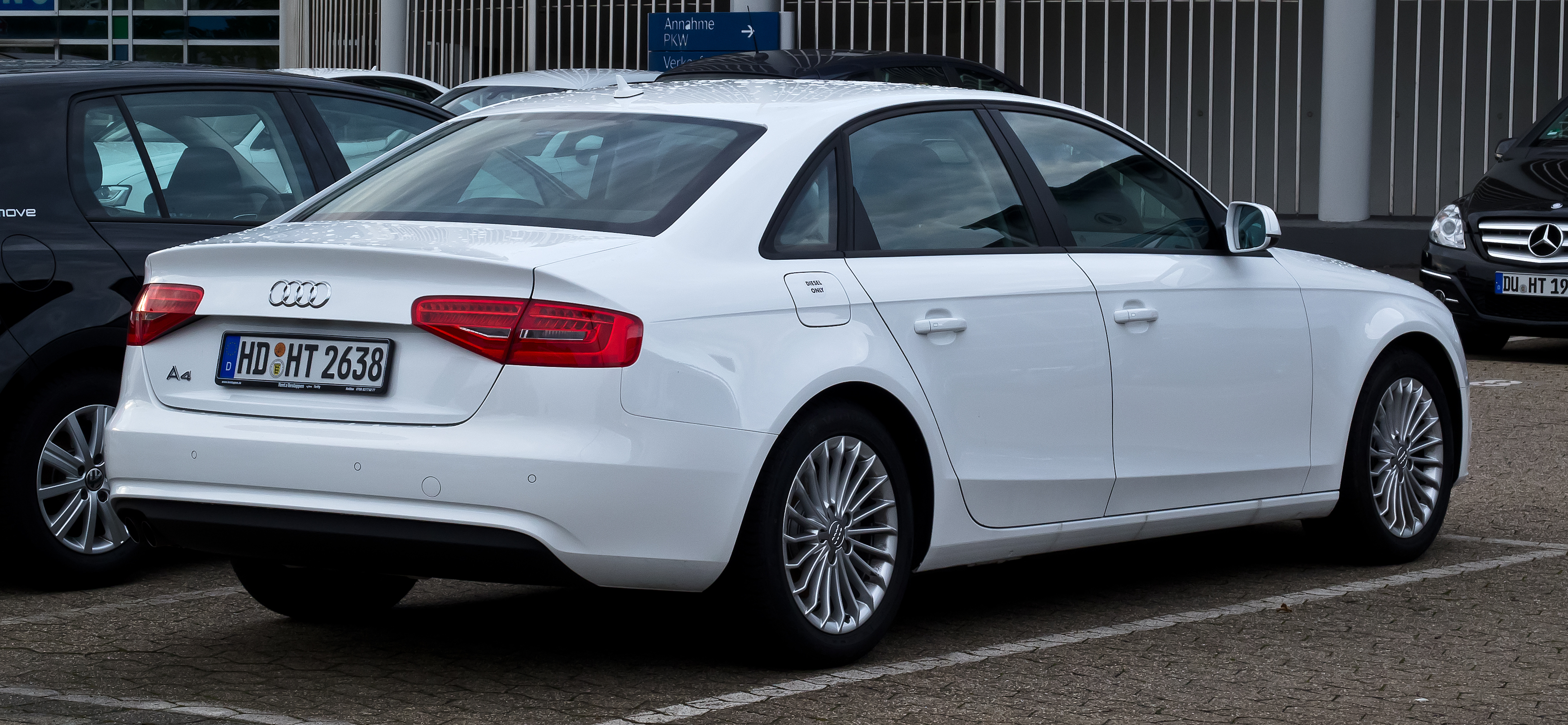
아우디 A4(후기형) 후측면
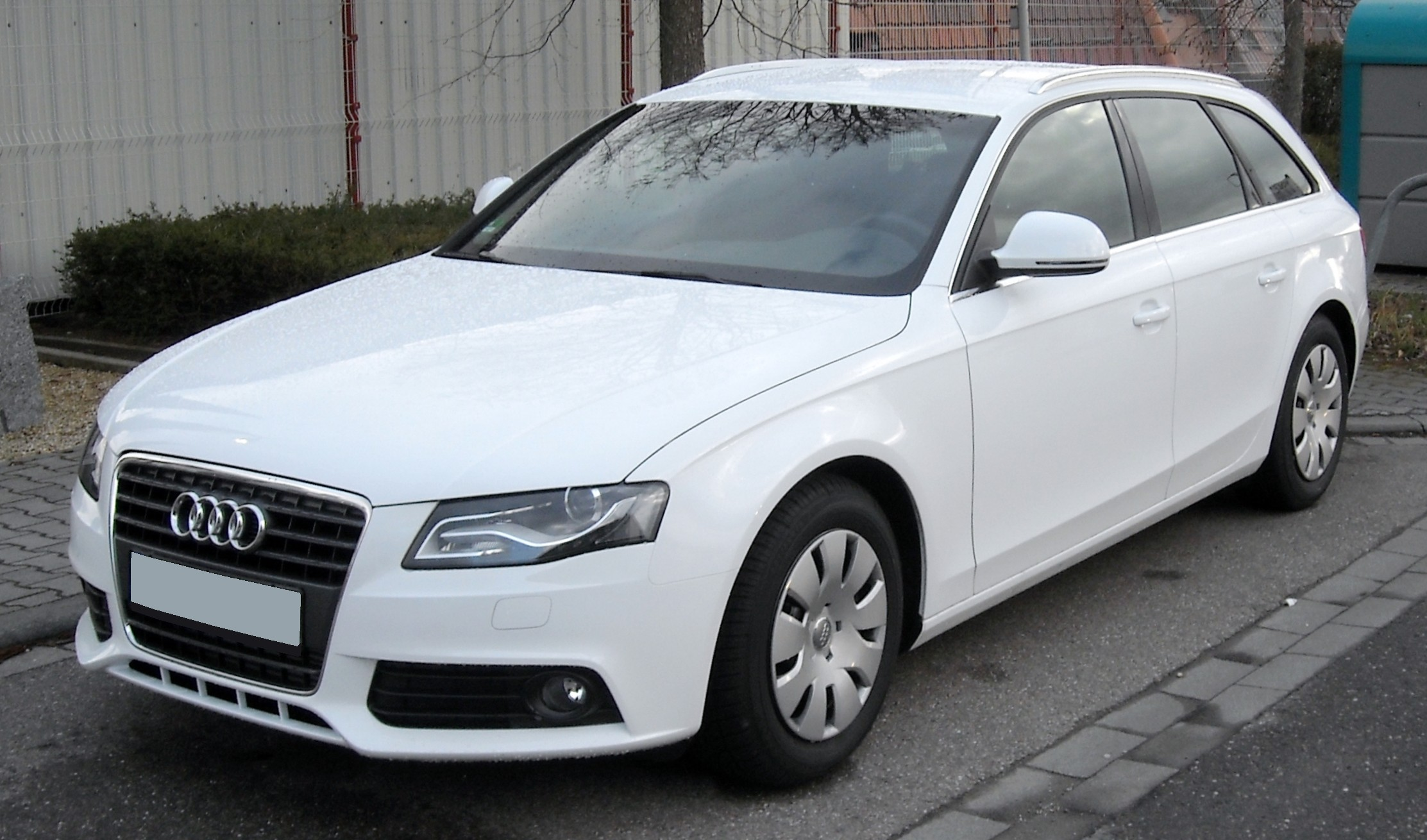
아우디 A4 아반트(전기형) 정측면
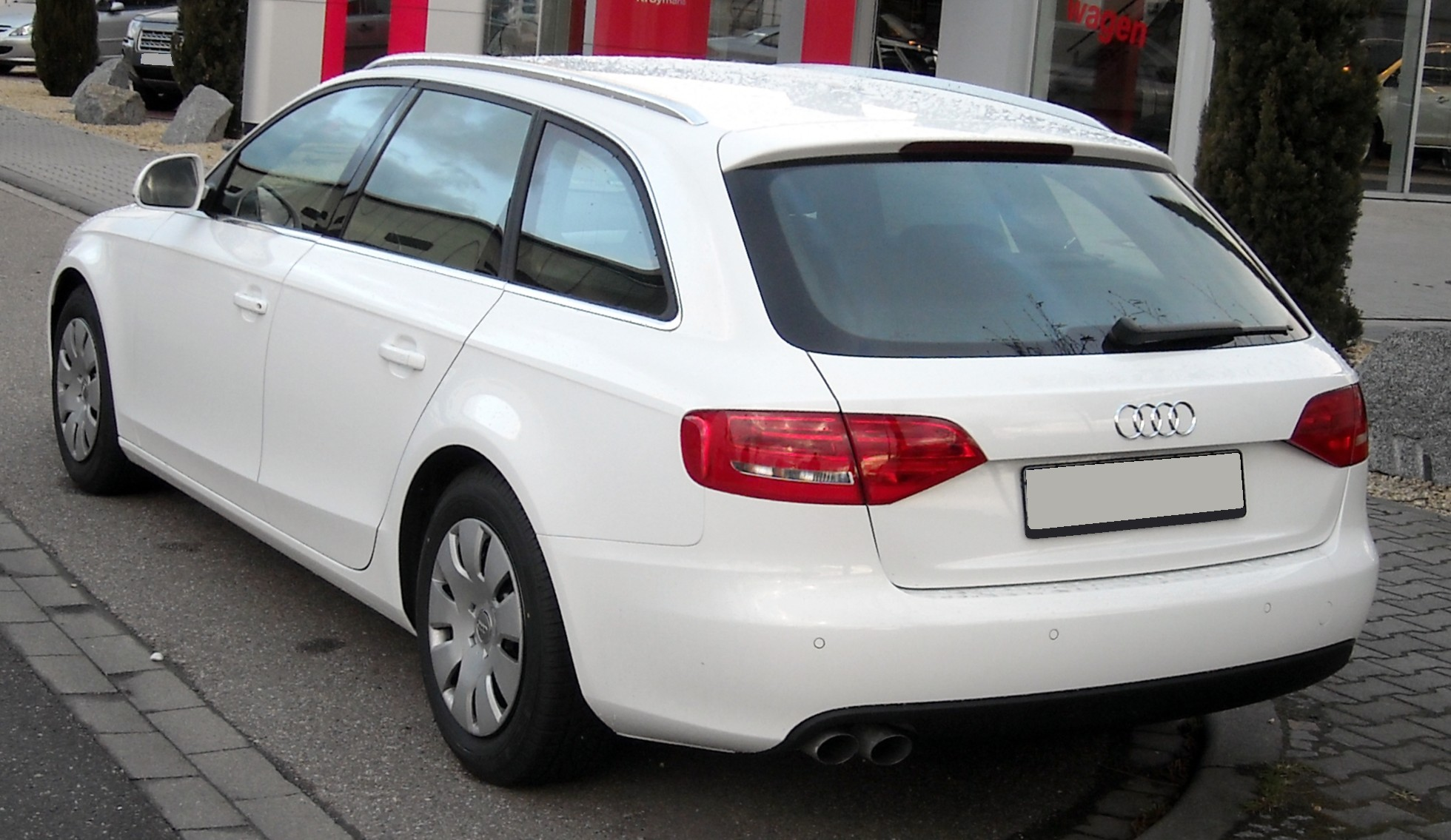
아우디 A4 아반트(전기형) 후측면
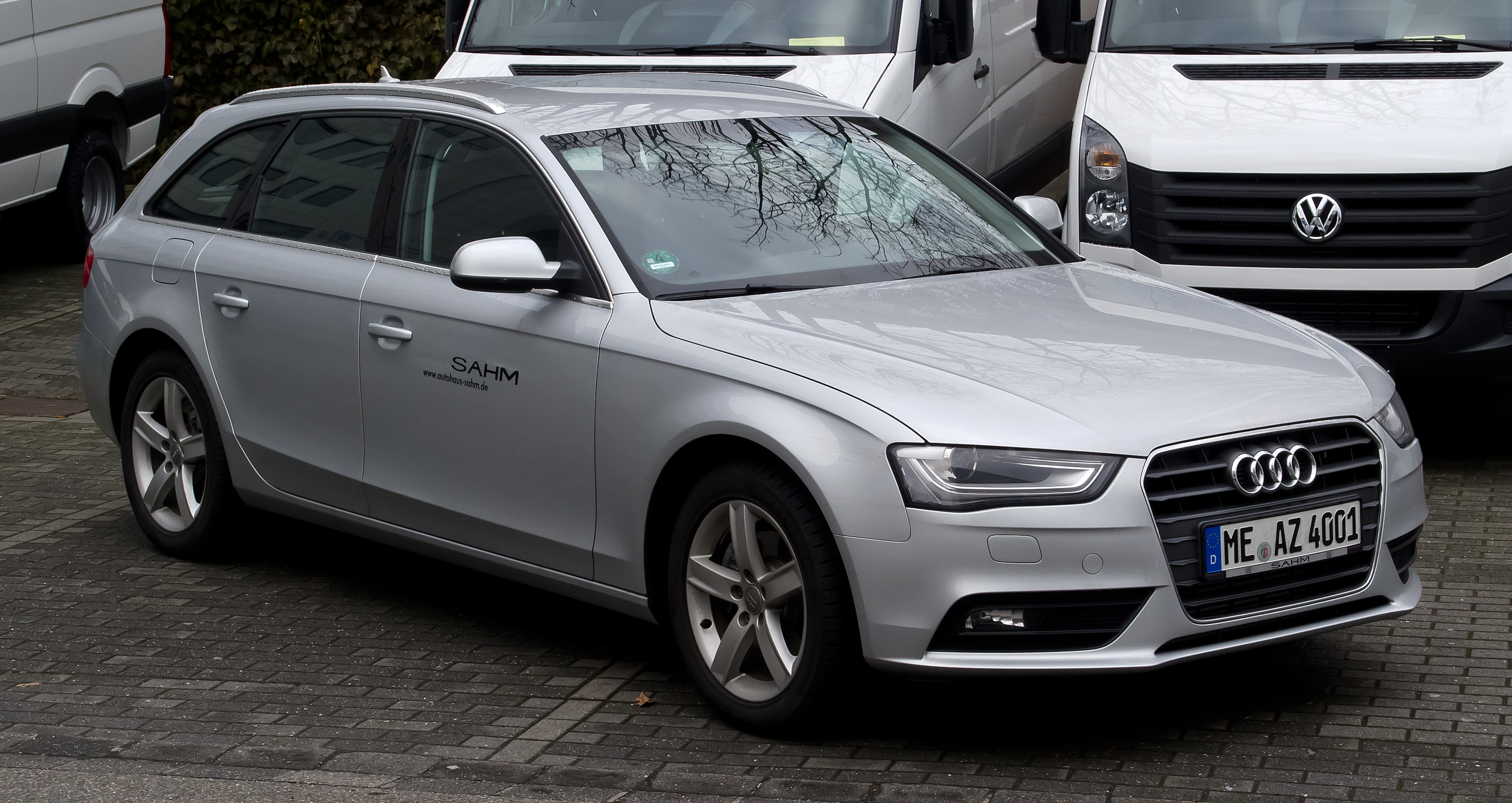
아우디 A4 아반트(후기형) 정측면
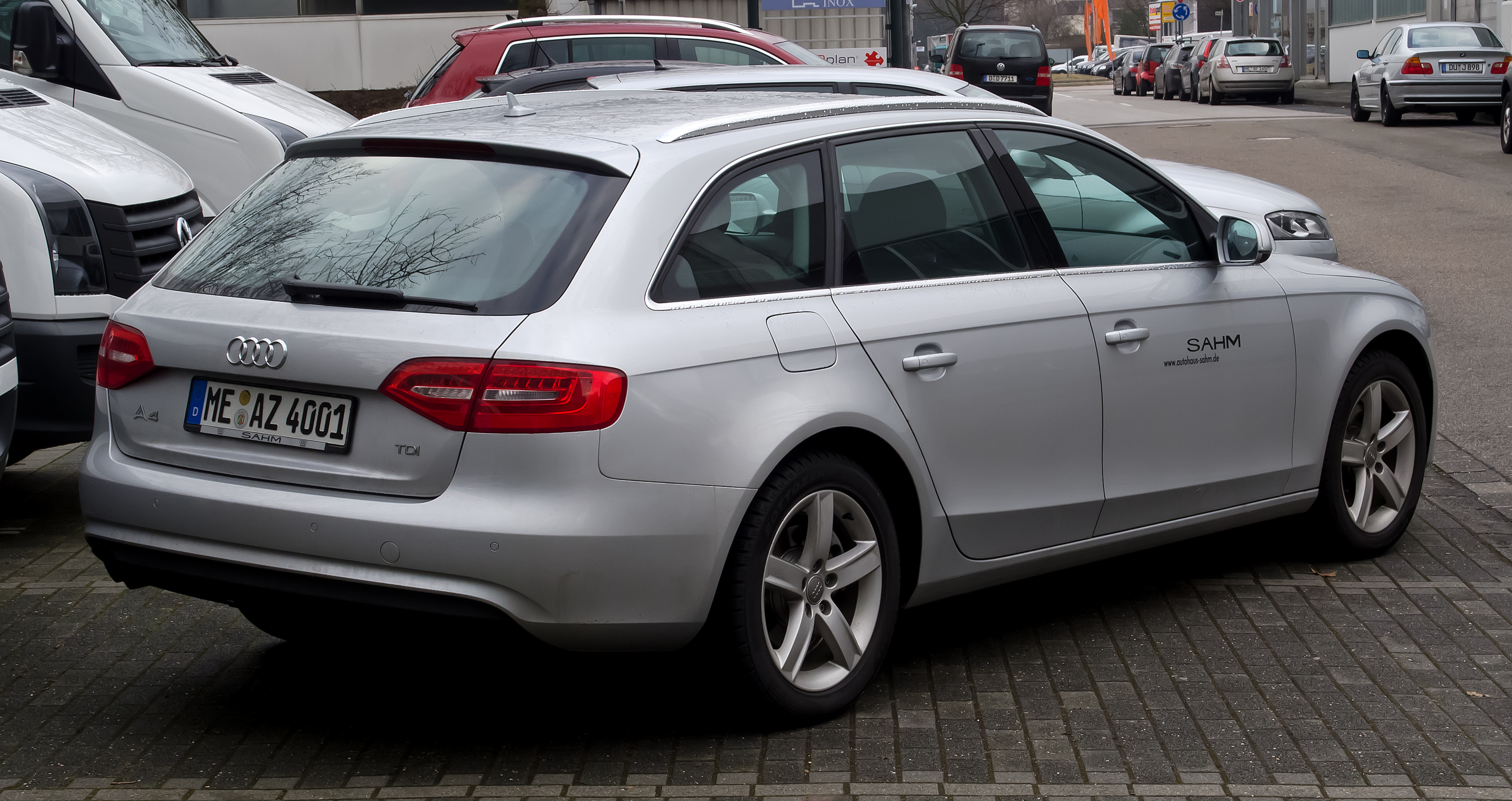
아우디 A4 아반트(후기형) 후측면
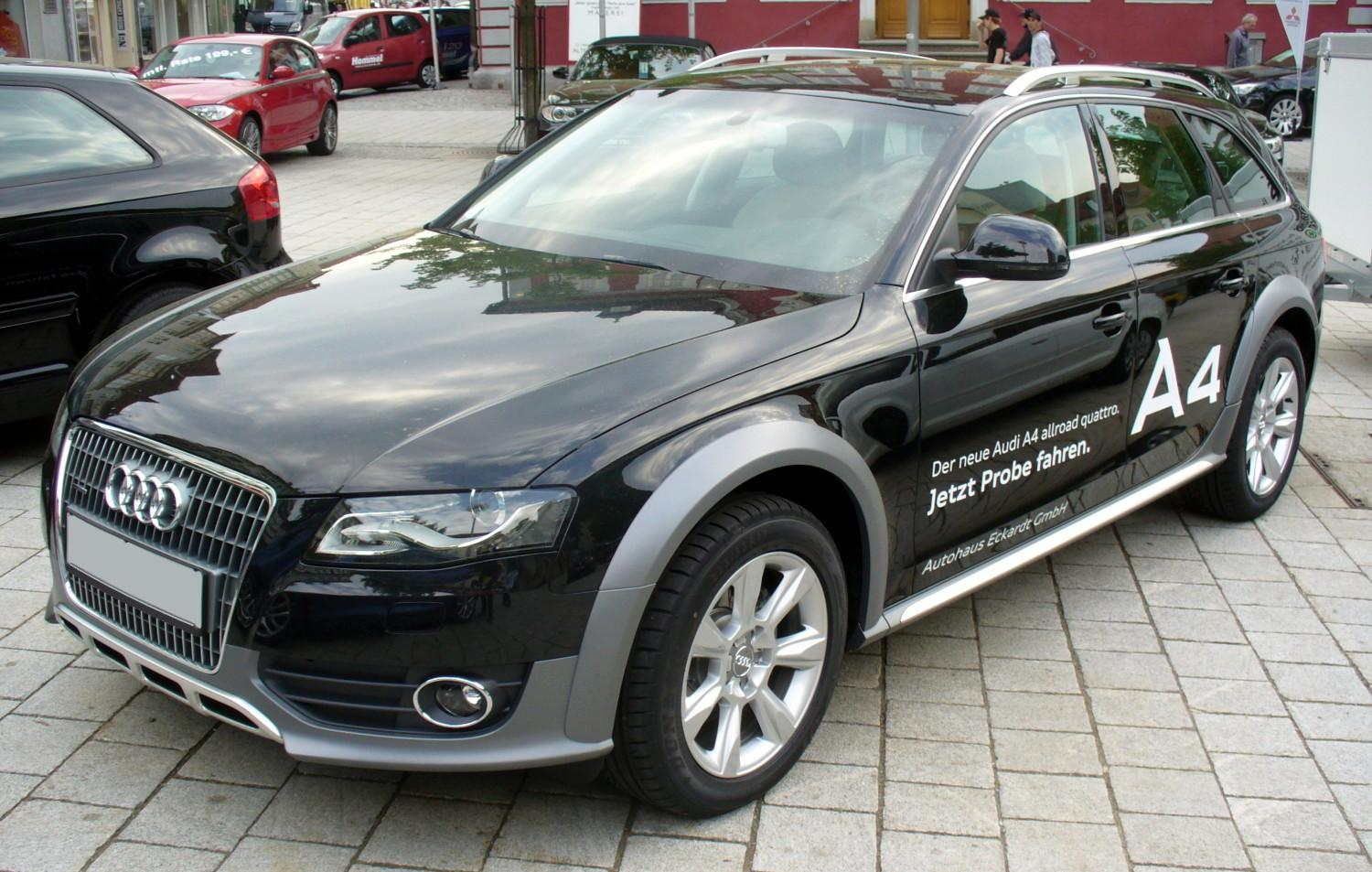
아우디 A4 올로드 콰트로(전기형) 정측면
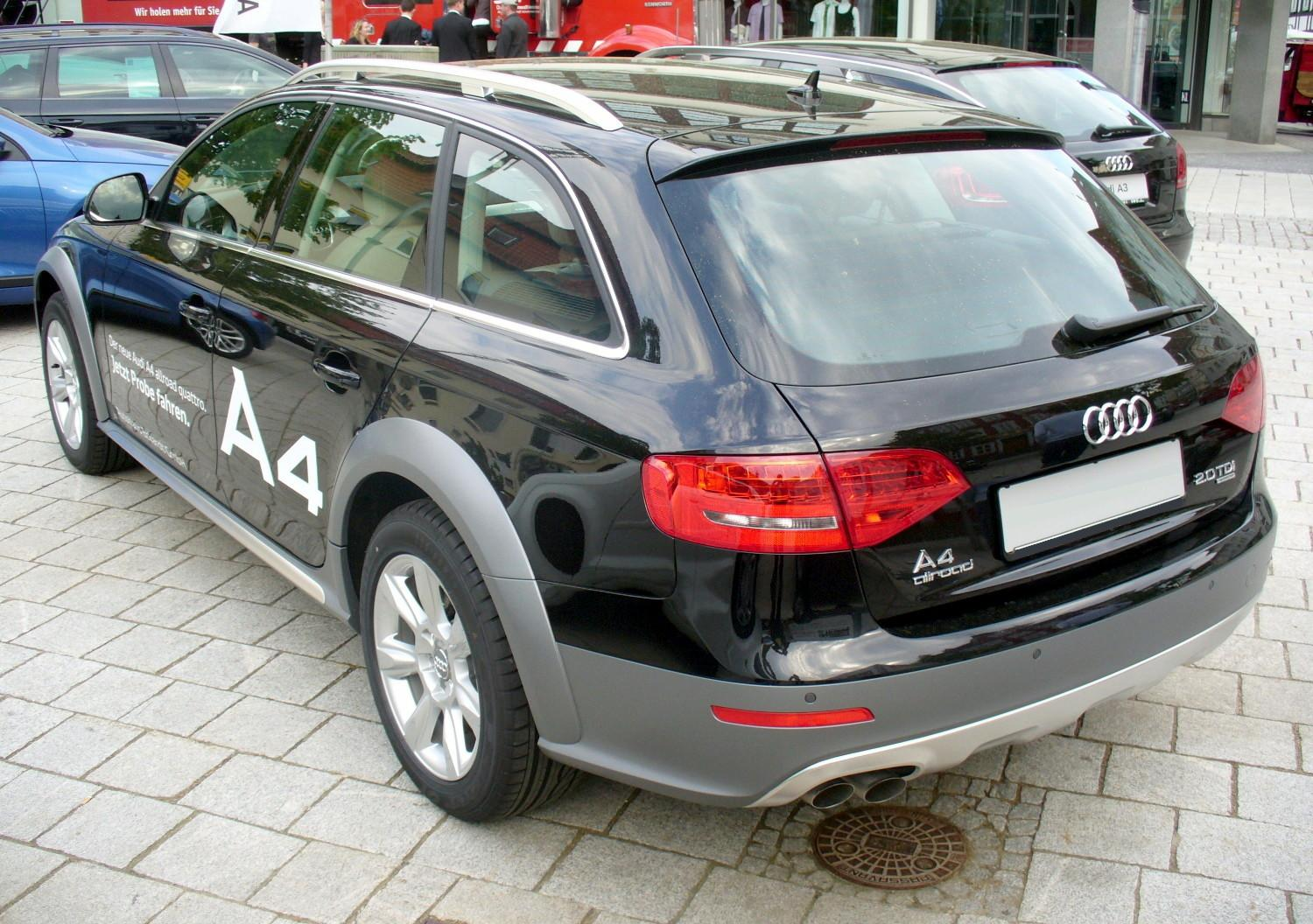
아우디 A4 올로드 콰트로(전기형) 후측면

## 5세대(B9)

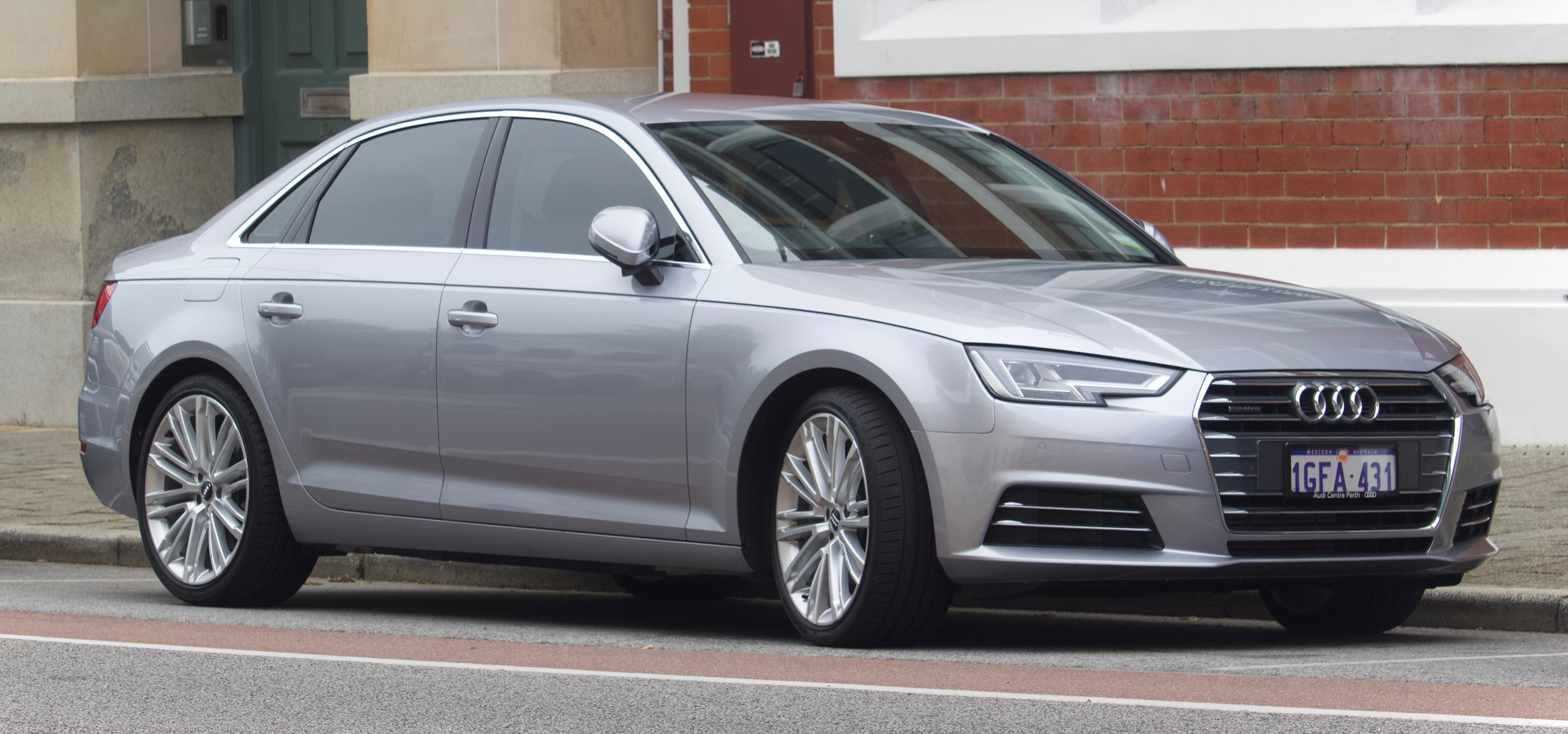
아우디 A4 정측면

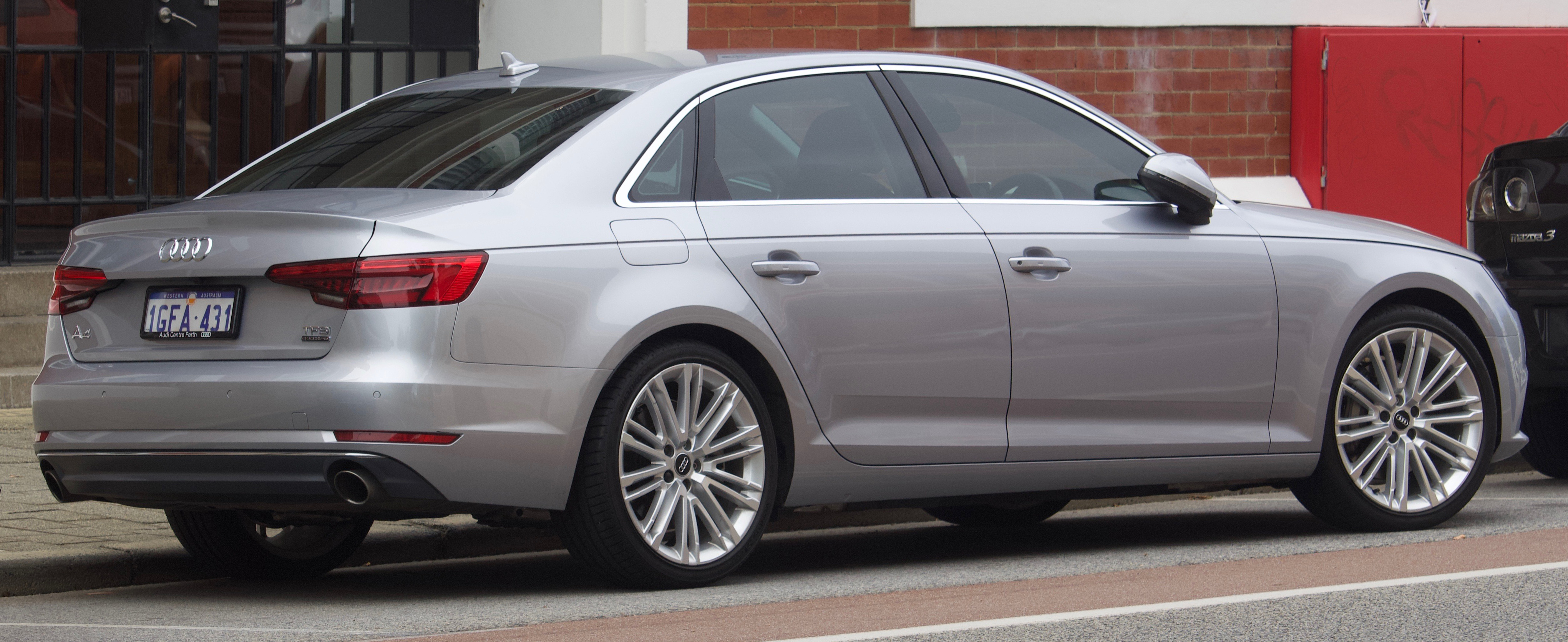
아우디 A4 후측면

2015년에 공개되었다. MLB 에보 플랫폼이 적용되어 100kg 이상의 경량화를 실현하였다. 보다 직선화된 디자인은 날렵하면서도 공격적인 표현을 더하였고, 12.3인치의 LCD 화면을 통하여 운전자에게 상세한 정보를 알려주는 버추얼 콕핏이 적용되었다. 승객은 물론 다른 보행자나 차량을 보호하는 프리 센스 시티 보조 시스템이 적용되어 카메라를 통한 전방 시야의 위험한 주행 상황을 3단계에 걸쳐 경고 후에 충돌이 임박한 경우 운전자가 반응하지 않으면 차가 자동으로 멈춘다.

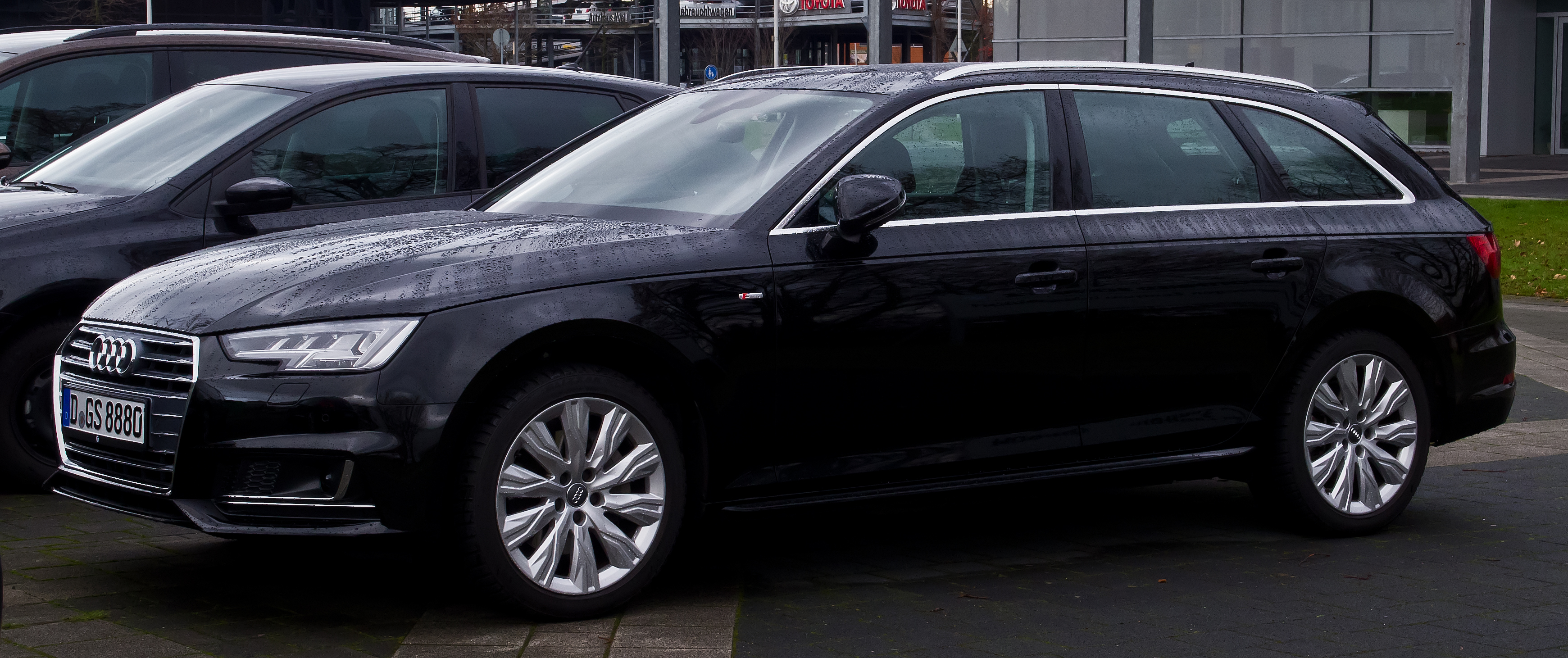
아우디 A4 아반트 정측면
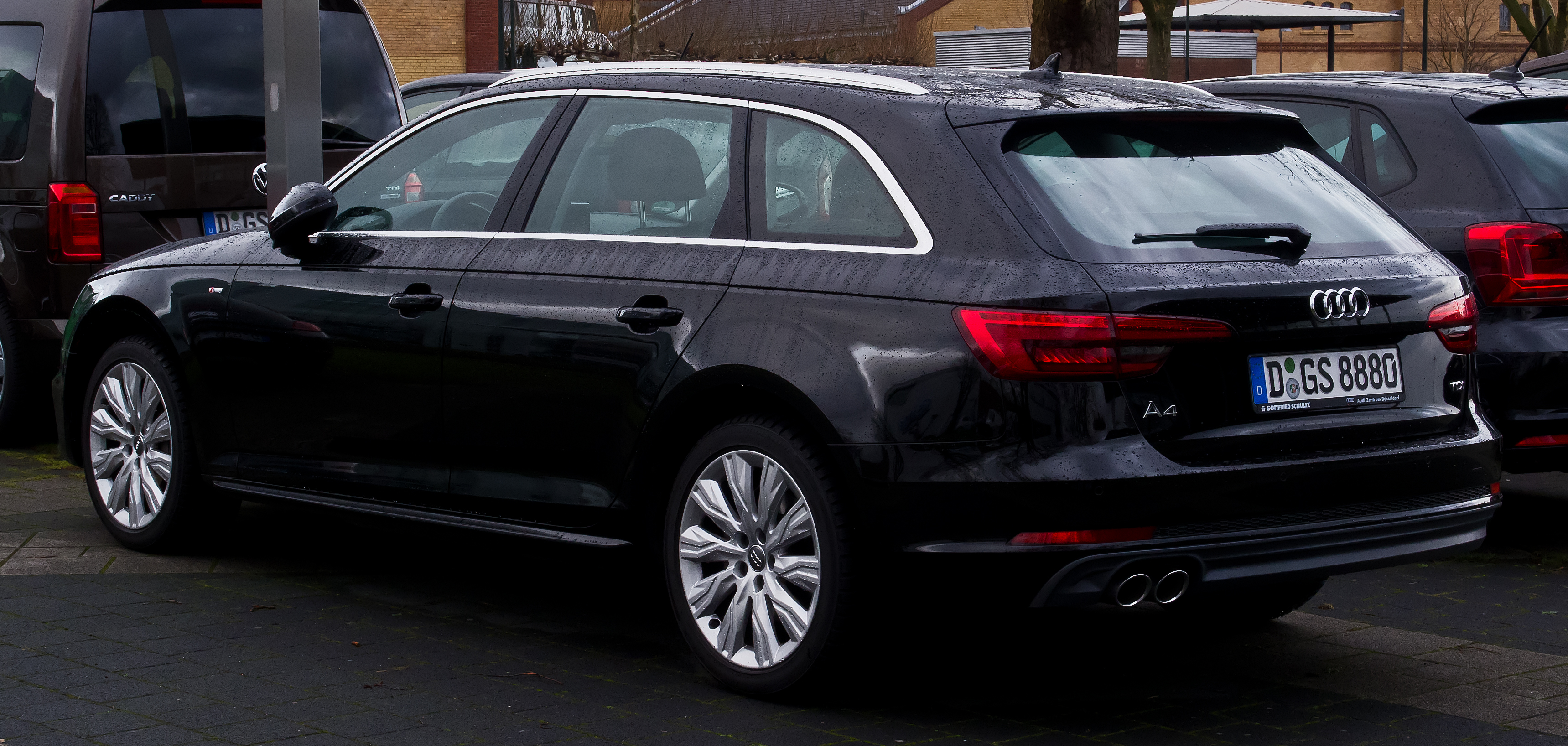
아우디 A4 아반트 후측면

## 같이 보기
- 폭스바겐 그룹 중국